# Zips

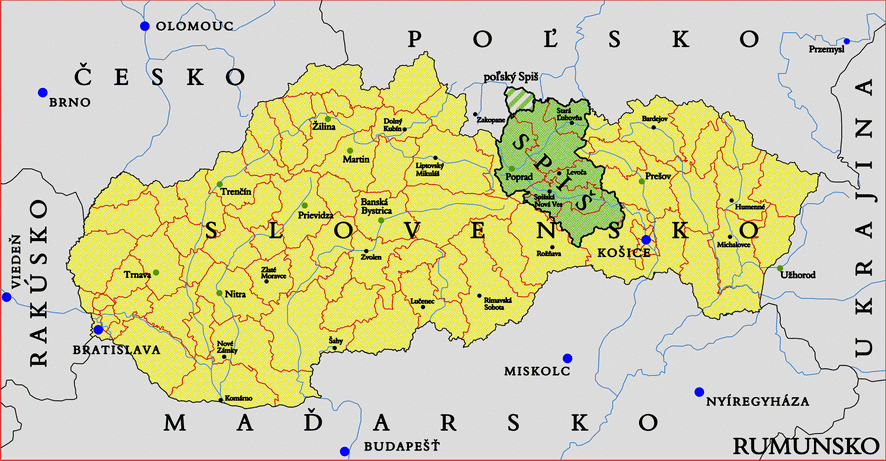
Karte der Region Zips/Spiš im Nordosten der heutigen Slowakei.

Die Zips (slowakisch Spiš; polnisch Spisz; ungarisch Szepes(ség); russinisch Спіш; lateinisch Scepus(ium/ia)/Cepus) ist eine historische Landschaft in der nordöstlichen Slowakei und – ein kleiner Teil – im Süden der polnischen Woiwodschaft Kleinpolen. Von ihr leitet sich der Name des ehemaligen ungarischen Komitats Zips ab.

## Lage und Geographie

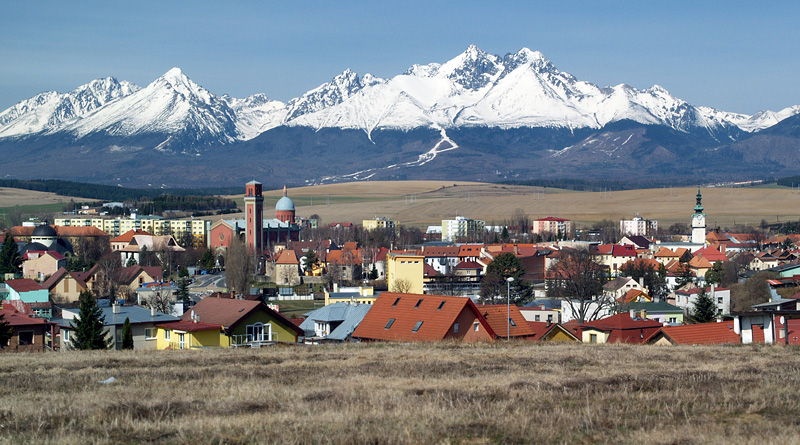
Blick über Kežmarok in der Popradská kotlina auf die östliche Hohe Tatra im April

Die historische Region Zips liegt in der nordöstlichen Slowakei und umfasst den östlichen Teil des Hochgebirges Hohe Tatra (slowakisch Vysoké Tatry) und die Gebiete östlich davon. Ein kleiner Teil des Gebietes, die Polnische Zips, liegt seit 1918 in Polen.

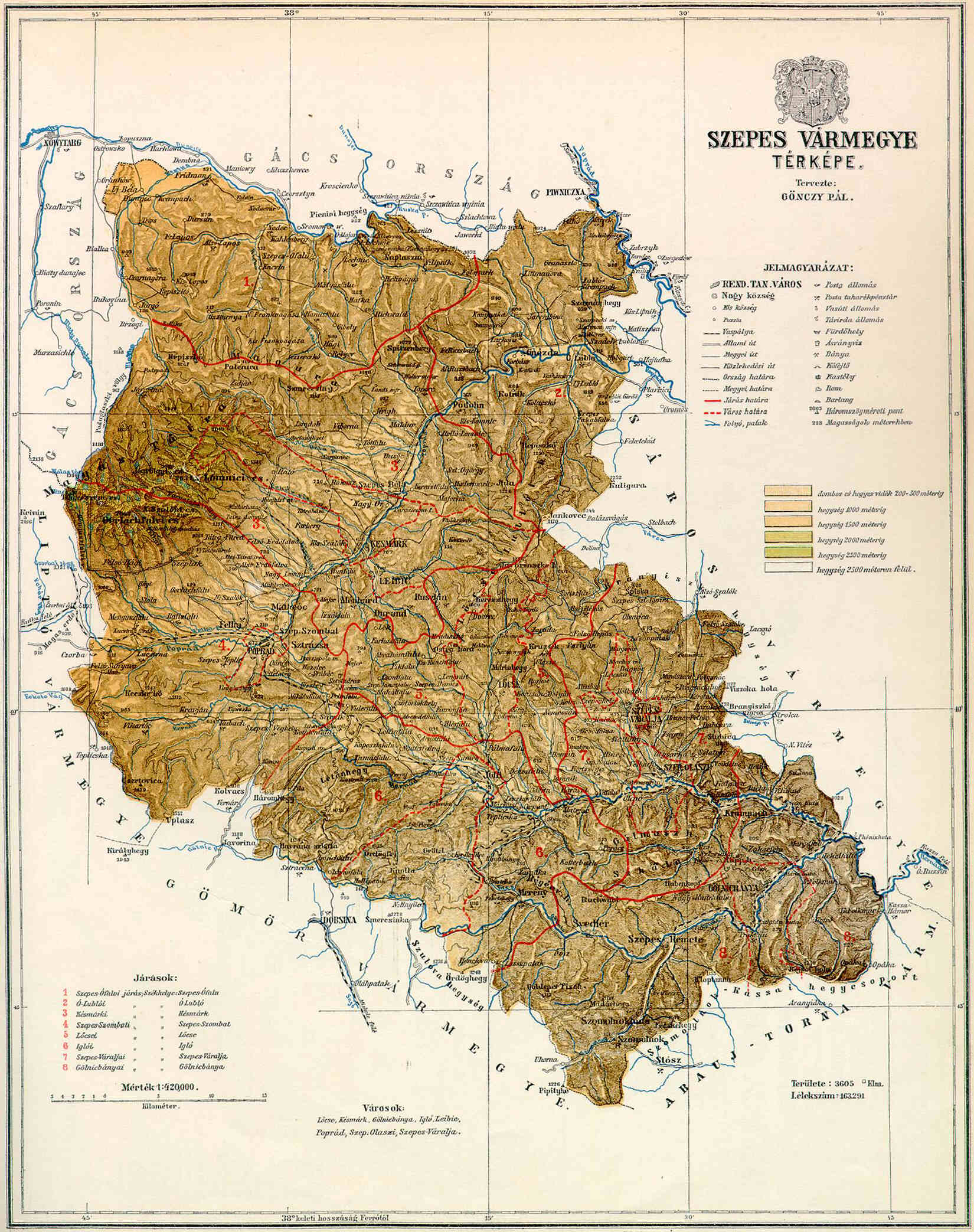
Ungarisch beschriftete Karte des Komitats Zips von 1890 mit gut erkennbarem Oberflächenprofil.

Die südliche Grenze bilden von West nach Ost: die Ostausläufer der Niederen Tatra (slowakisch Nízke Tatry), das Slowakische Paradies (Slovenský raj) und Ostteile des Slowakischen Erzgebirges (slowakisch Slovenské rudohorie). Die Ostgrenze zur historischen Region Scharosch (Šariš) bildet im Südosten der Gebirgszug Branisko, im Osten das Zips-Scharoscher Zwischengebirge (Spišsko-šarišské medzihorie) und im Nordosten das Lublauer Gebirge (Ľubovnianska vrchovina). Im Norden wird die Zips streckenweise vom Flusslauf des Dunajec und dem Gebirge der Pieninen (polnisch und slowakisch Pieniny) begrenzt, die aber im Nordosten als Kleine Pieninen und im polnischen Nordwesten als Zipser Pieninen in die Landschaft hineinragen. Begrenzung sind hier die dahinter, außerhalb der Zips liegenden Gebirgszüge der Sandezer Beskiden (polnisch Beskid Sądecki) im Nordosten und die Gorce im westlichen Norden. Im Nordwesten begrenzt die Zips in Polen das Bukowina-Gebirge (polnisch Pogórze Bukowińskie) und im Westen, wo die Zips an die slowakische historische Landschaft Liptau (slowakisch Liptov) grenzt, liegt das Hochgebirge der Hohen Tatra mit ihrem Querkamm Belaer Tatra (slowakisch Belianske Tatry).
Intern untergliedert das Gebirgsmassiv der Leutschauer Berge (slowakisch Levočské vrchy) die Zips in die im Westen und Norden gelegene Oberzips und die im Südosten gelegene Unterzips. Die Oberzips ist geprägt vom Talkessel der Popper (Poprad) (als Talkessel slowakisch Popradská kotlina; östlicher Teil des Untertatra-Talkessels-Podtatranská kotlina), welche aus der Hohen Tatra kommend die Oberzips von Westen nach Nordosten durchfließt und in den Dunajec mündet. Im polnischen Nordwesten ist die Oberzips von den Bergländern des Zipser Gebirges (polnisch Pogórze Spiskie) und der nördlicheren Zipser Pieninen (polnisch Pieniny Spiskie), im slowakischen Nordteil von der Zipser Magura (slowakisch Spišská Magura) geprägt. Die Unterzips ist vom Talkessel des oberen Hernad (slowakisch Hornád) (Hornádska kotlina, nur bis Jaklovce) geprägt und reicht im Norden in die Leutschauer Berge und im Süden entlang dem Tal des Nebenflusses Göllnitz (Hnilec) auch ins Slowakische Erzgebirge. Der Erzreichtum dieses Gebirges (historisch auch „Ungarisches Erzgebirge“ genannt) machte die Unterzips schon im Spätmittelalter und der Frühen Neuzeit zu einem Zentrum des Bergbaus mit mehreren wohlhabenden Bergstädten. Außerdem verläuft durch die Zips die kürzeste Handelsverbindung von Ungarn und dem Schwarzen Meer nach Polen und zur Ostsee (entlang der Flusstäler Theiß-Hornád oder Donau-Waag weiter entlang Poprad-Dunajec-Weichsel), was die Entstehung wohlhabender Handelsstädte begünstigte. Die Europäische Hauptwasserscheide verläuft in der südwestlichen Zips über den Hauptkamm der Leutschauer Berge, durch den relativ kleinen Ziegenkamm (Kozie chrbty) und entlang der Westgrenze der Zips durch den Untertatra-Talkessel in die Hohe Tatra.
Politisch ist die Landschaft (seit 1996) zwischen den Landschaftsverbänden Košický kraj und Prešovský kraj geteilt. In der weiteren Gliederung gehören die Bezirke Gelnica, Kežmarok, Levoča, Poprad, Spišská Nová Ves und Stará Ľubovňa vollständig oder größtenteils zur Zips, die Bezirke Rožňava und Košice-okolie haben jeweils kleinere Anteile an der historischen Landschaft. Wichtige Städte sind Poprad (deutsch Deutschendorf, mehrere weitere historische Kleinstädte heute eingemeindet), Levoča (deutsch Leutschau), Spišská Nová Ves (deutsch Zipser Neudorf) und Kežmarok (deutsch Kesmark oder Käsmark).

## Etymologie
Die Herkunft des Regionalnamens Zips (slowakisch Spiš, polnisch Spisz, russinisch Спіш–Aussprache jeweils spiʃ, ungarisch Szepes(ség)–sɛpɛʃ(ʃeg), Latein: Scepus(ia)) ist bis heute ungeklärt. Sicher ist, dass alle diese Formen einen gemeinsamen Ursprung haben, aber es gibt slowakische, ungarische, deutsche und lateinische Etymologievorschläge, die alle nicht ungezwungen wirken. Ein slowakischer Etymologievorschlag verbindet ihn mit dem in ost- und nordslowakischen Dialekten vorhandenen Wort špiška „Stock“ und leitet ihn vom altslawisch-altslowakischen pьchjati/pĭchjati „stechen, schneiden“, mit Präfix: sъpichjь/sŭpĭchjĭ (sʊpɪxjĭ „schneiden, fällen, roden“) her, aus dessen altslowakischem Substantiv (sŭpĭch, etwa: „Rodungsland“) sich durch Palatalisierung und Elision der heutige slowakische Name, identisch auch in andere slawische Sprachen der Region und in veränderter Form ins Ungarische, Deutsche und Lateinische entlehnt, gebildet haben könnte. Ein ungarischer Etymologievorschlag von Szepes verbindet ihn mit szép „schön“ bzw. szép ez „das ist schön“, es gibt weitere ungarische Etymologievorschläge, wie von dem auch als Name verbreiteten szipis „schlürfen, schlucken“ bzw. „Schlucker“. Ein deutscher Etymologievorschlag von Zipf(el) wird heute nur noch selten vertreten, aber es wird darauf hingewiesen, dass im deutschen Sprachraum auch ältere Ortsnamen mit diesem Wortstamm existieren – z. B. Zips bei Bayreuth, Zipsendorf u. a., beide allerdings auch mit alternativer slawischer Etymologie –, weshalb eine deutsche Herkunft nicht vollkommen ausgeschlossen ist. Ein ebenfalls bis heute vertretener lateinischer Etymologievorschlag leitet den Namen von lateinisch (s)cipus „Grenzstein“ ab; der früh belegte Name silva Scipusiensis könnte demnach „(Grenz-)Wald mit Befestigung“ bedeuten.

## Geschichte

### Angliederung an Ungarn 11.–14. Jahrhundert

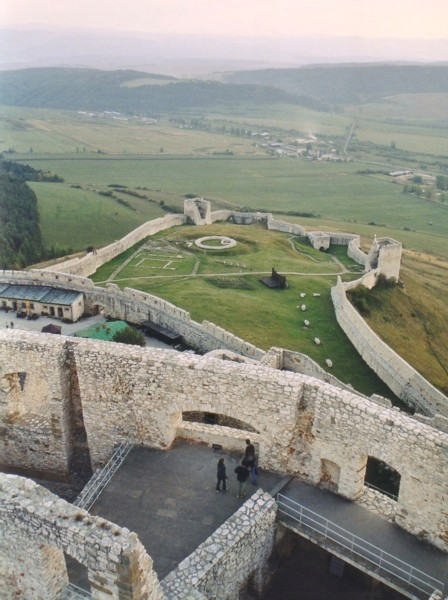
Blick von der Zipser Burg nach Südwesten in die Zipser Landschaft (mittlere Hornádska kotlina)

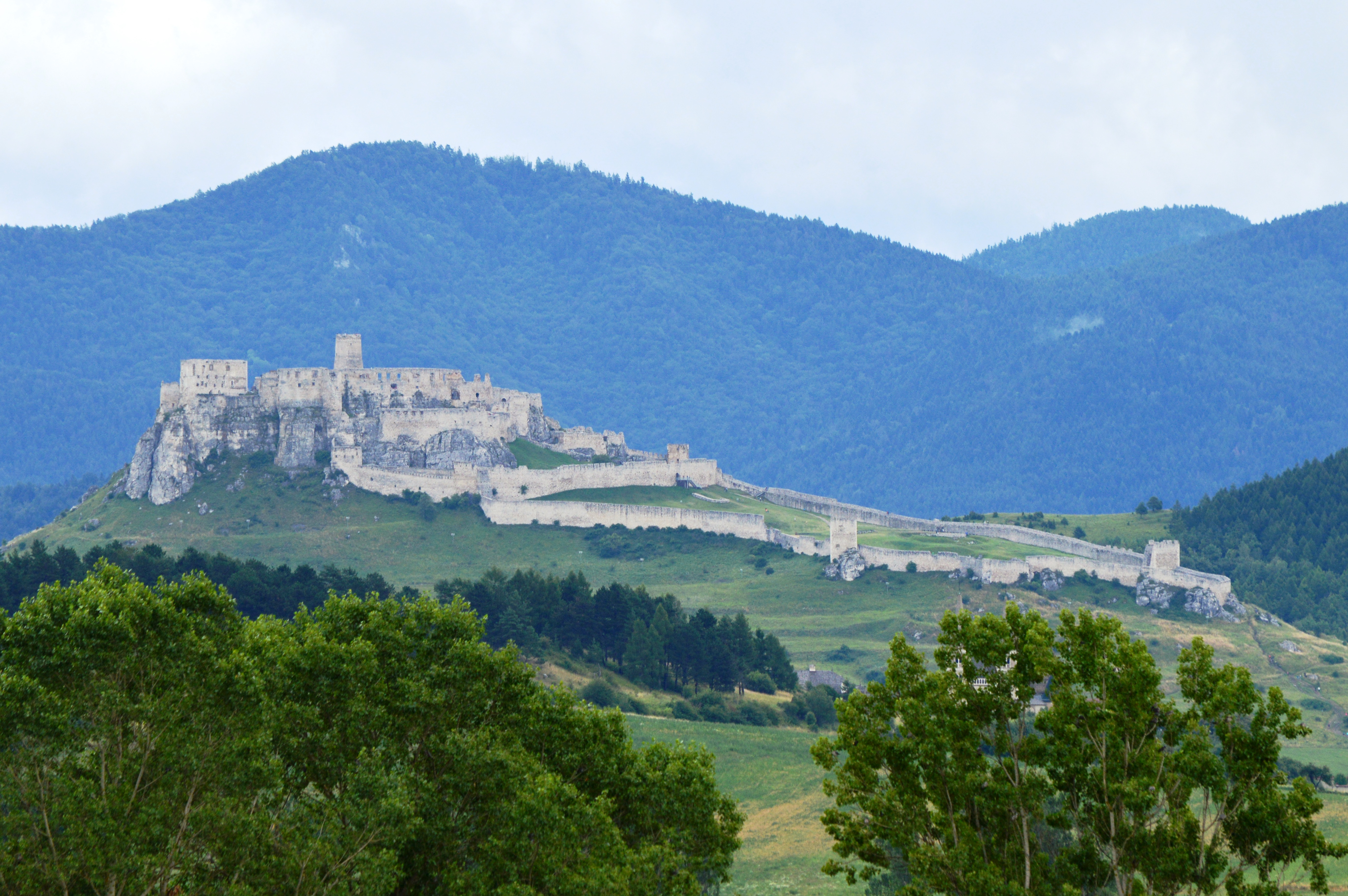
Zipser Burg vor dem Hintergrund des Branisko.

Die gebirgige Zips gehörte zur Zeit der Christianisierung Ungarns unter Stephan dem Heiligen um das Jahr 1000 noch nicht zum Herrschaftsbereich des Königreichs Ungarn, sondern wurde danach schrittweise erobert oder erworben. Bis 1050 eroberte Ungarn Gebiete im Süden bis zum Hornád, in der zweiten Hälfte des 11. Jahrhunderts folgten große Teile der Region am Poprád. Nach dem inneren Zusammenbruch des Reiches im Mongolensturm 1241/42 wurde die Herrschaft unter Béla IV. wieder hergestellt. Erst Anfang des 14. Jahrhunderts wurde das letzte Teilgebiet im Nordosten um Podolínec (deutsch: Pudlein) und Stará Ľubovňa (dt. Alt-Lublau) von Polen erworben, wahrscheinlich 1310 als Schenkung des polnischen Königs Władysław I. Ellenlang an den ungarischen Kleinkönig Matthäus Csák, möglicherweise 1320 bei der Hochzeit von Ellenlangs Tochter Elisabeth von Polen mit Karl I. Robert von Ungarn erneuert. In der zweiten Hälfte des 12. Jahrhunderts schuf Ungarn die Zipser Gespanschaft/ Komitat (comitatus Scepusiensis), die bis zur Verwaltungsreform in der Tschechoslowakei im Jahr 1922 existierte. Ihr Sitz war in der Anfangszeit die damals gegründete Zipser Burg, auf der der königliche Gespan/Graf/comes saß, aber bereits 1271 wird Levoča (deutsch: Leutschau, ungarisch: Lőcse) als [zweite] Hauptstadt (capitalis) bezeichnet, weil hier die autonomen Gerichte und Selbstverwaltungsinstitutionen der die Region bald politisch dominierenden Zipser Sachsen saßen, ab dem 15. Jahrhundert wurde sie auch die eigentliche Hauptstadt, nicht nur für die Zipser Sachsen.

### Ansiedlung der Zipser Sachsen 12.–14. Jahrhundert
Die meisten Zipser Städte haben ihren Ursprung in deutschen Stadtgründungen, in der Unterzips vor allem Bergstädte, die oft ältere slowakische Siedlungen eingliederten. Die ursprünglich hauptsächlich slawisch-altslowakische Bevölkerung in diesem Gebiet war beim Mongoleneinfall 1241/42 dezimiert oder vertrieben worden. In der folgenden zweiten Hälfte des 13. Jahrhunderts, zu geringem Anteil in der Unterzips schon in der zweiten Hälfte des 12. Jahrhunderts, siedelten die ungarischen Könige deutschsprachige Siedler an.
Die meisten Siedler waren Bauern und Bergleute und stammten nach dialektologischen Untersuchungen der zipserdeutschen Dialekte anfangs vorwiegend aus dem mittelfränkischen Dialektgebiet (Rheinland und Moselgebiet) mit kleineren Anteilen aus dem ostmitteldeutschen Dialektbereich (Schlesien, Thüringen und der Markgrafschaft Meißen, die erst seit dem 15. Jahrhundert Sachsen genannt wurde). Eine spätere kleinere Besiedlungswelle, die „schlesische Hausiedlung“ folgte Anfang 14.–Anfang 15. Jahrhundert, als die polnischen Könige und die ungarischen Könige um die Besiedlung und Befestigung des Grenzgebietes wetteiferten, womit Rodungsdörfer oft mit der Namensendung „-hau“ (slowakisch Poruba/Lehota, ungarisch -vágás) im Norden entstanden. Diese Kolonisten waren deutschsprachige Schlesier, Einheimische und slowakische Binnenkolonisten. In einigen Orten setzte sich Slowakisch, in anderen Deutsch-Schlesisch (heute noch als Outzäpsersch im Dorf Chmeľnica erhalten) als Sprache der Dorfgemeinschaften durch. Eine Siedlergruppe, wohl erst Zuwanderer ab Ende 15. Jahrhundert in den Bergbau, stammte aus dem bairischen Dialektgebiet, vorwiegend Bergleute aus Bayern und Tirol. Diese sogenannten Zipser Sachsen („Sachsen“ bezeichnet wie bei den Siebenbürger Sachsen eine im ungarischen Feudalsystem mit autonomer Selbstverwaltung privilegierte deutschsprachige Minderheit, ist keine Herkunftsangabe) bildeten bis ins 16., teilweise bis ins 18./19. Jahrhundert das wirtschaftliche und kulturelle Rückgrat der Zips, allerdings nie die einzige Bevölkerung. Die Zips war seither immer vielsprachig und multiethnisch. Im Unterschied zu den Siebenbürger Sachsen, bei denen sich neben Bauern auch zahlreich Städtebürger, Kleriker, kleinadelige Ritter und sogar Hochadelige an der Ansiedlung beteiligten, gab es unter den Zipser Siedlern anfangs wenig Standesunterschiede, die in Quellen als „einfache Leute“ bezeichnet werden. Ebenfalls geringer war die Beteiligung von latini, französisch- und italienischsprachigen Siedlern, die in der ersten Siedlungsphase im 12. Jahrhundert noch zahlreich unter den Neusiedlern waren, nur der Name von Spišské Vlachy (deutsch: Wallendorf) erinnert an die Beteiligung von Wallonen.
Im königlichen Zipser Freibrief von 1271 gewährte König Stephan V. den Zipser Sachsen autonome Privilegien. Dazu gehörten ähnlich dem Goldenen Freibrief/Privilegium Andreanum von 1224 für die Siebenbürger Sachsen neben dem unbegrenzten Siedlungsrecht im Komitat/der Gespanschaft Zips, die Befreiung von einigen Sondersteuern und Zöllen, die Befreiung von Abgaben, Frondiensten und Leibeigenschaft für den ungarischen Adel und das Privileg, interne politische und juristische Angelegenheiten nach eigenen Rechtstraditionen selbst zu regeln. Nur eine gemeinschaftliche Abgabe an den ungarischen König, das terragium, auch „Martinszins“ genannt, weil die ungarischen Könige nach fränkischem Vorbild St. Martin als Schutzheiligen sahen, und weil sie jährlich am Martinstag erhoben wurde, musste entrichtet werden. Im Gegenzug hatten die Zipser Sachsen dem König 50 Lanzenreiter zu stellen (die Siebenbürger Sachsen 100, im Fall der Landesverteidigung 500, bei Feldzügen ohne den König auch 50) und die Grenzsicherung in der Zips zu übernehmen. Ganz ähnliche kollektive autonome Privilegien erhielten im 13. Jahrhundert in Siebenbürgen die ungarischen Grenzsiedler der Szekler und die Siebenbürger Sachsen und in Zentralungarn zum Schutz der Hauptstadt die Jassen und Kumanen. Die ungarischen Könige verbanden in diesem komplexen Privilegiensystem somit das Motiv der Anwerbung von Siedlern aus dem im Hochmittelalter überbevölkerten Westmittel- und Westeuropa, die weiter entwickelte Landwirtschaftstechniken (z. B. Dreifelderwirtschaft, Wendpflug, Fischteiche) und Bergbautechniken zum Landesausbau mitbrachten, welches alle ostmitteleuropäischen Herrscher für die hochmittelalterliche Ostsiedlung hatten, mit den Motiven der Grenzsicherung, der militärischen Stärkung und der Festigung ungarischer Herrschaft im Grenzgebiet durch aufgrund der Königsprivilegien loyale Bevölkerungsgruppen.

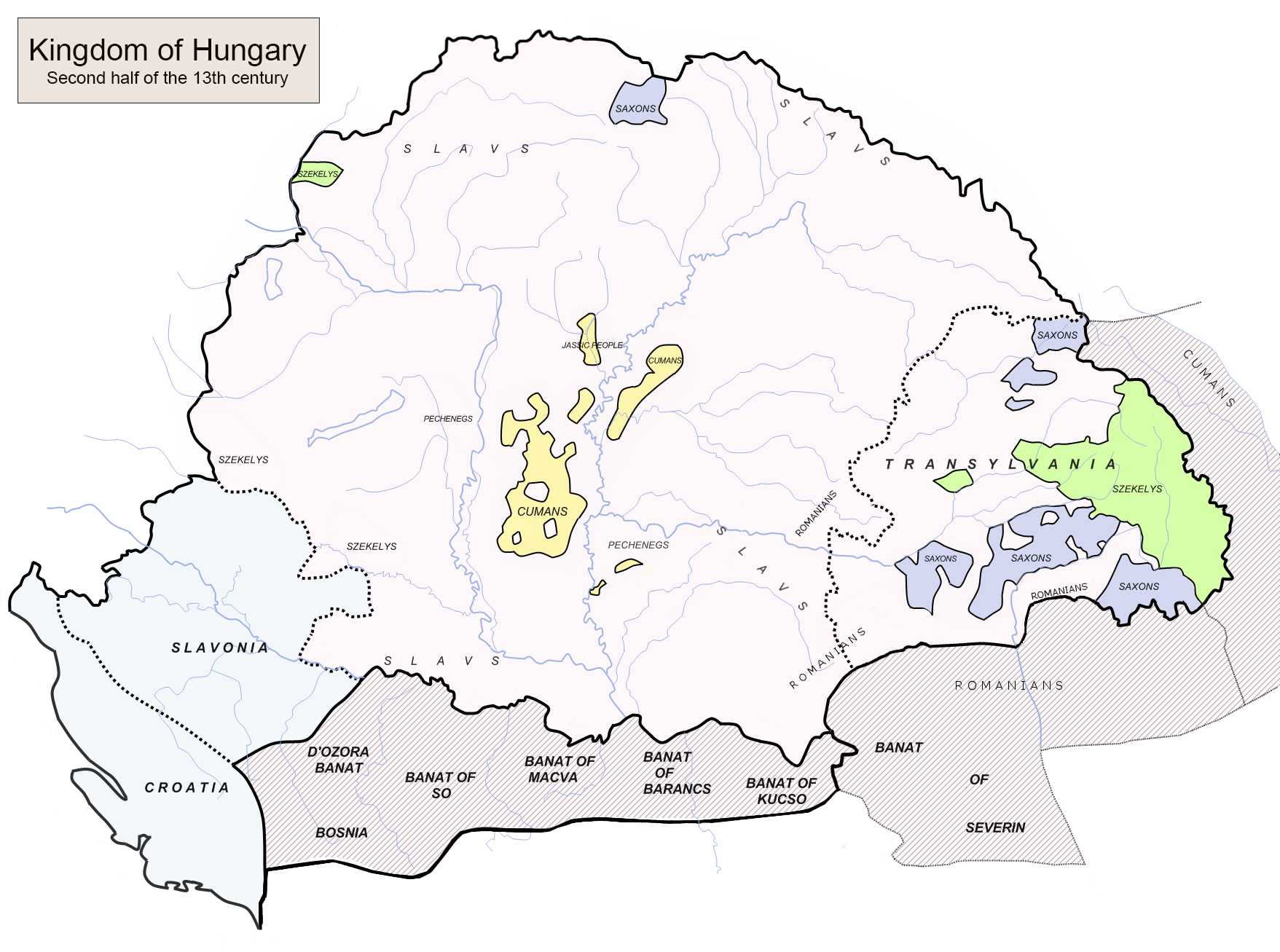
Minderheiten (als Schriftzüge) und regionale Autonomien (farbig) in Ungarn nach 1300: die Gebiete der Jassen und Kumanen (gelb), der Szekler (grün), der Sachsen (blau, Zipser Sachsen im Norden, Siebenbürger Sachsen im Südosten), die in Realunion verbundenen Königreiche Kroatien und Slawonien (hellblau) und die grenznahen Banate (grau).

Ungarische Autonomien waren nach Tradition des ungarischen Gewohnheitsrechtes, das seine Anfänge in der Zeit mobiler Verbände von Reiter-Nomaden hat, eher personal als territorial verfasst. Das bedeutet, dass diese Privilegien allen Mitgliedern der Gemeinschaft durch Herkunft/Geburt zustanden, selbst wenn sie außerhalb der Zips (oder des jeweiligen Ansiedlungsgebietes, in Siebenbürgen der Königsboden und das Szeklerland, in Zentralungarn Jászság („Jazygien“), Groß- und Klein-Kumanien) lebten. Diese privilegierten Herkunftsgemeinschaften werden deshalb auch als „privilegierte Stände“ bezeichnet, denn wie bei sonst üblichen Ständen (Adel, Städtebürgertum usw.) waren nur Heiratsbeziehungen innerhalb des Standes sozial erwünscht, weil Kindern gemischter Ehen diese Privilegien nicht mehr zustanden und zu viele äußere Eheschließungen zu einer Schwächung des Standes gegen Einschränkungsversuche der Privilegien geführt hätte. Eine andere in ungarischen Quellen häufige Bezeichnung ist universitas nationorum, was oft wörtlich, aber missverständlich als „Nationsuniversität“ übertragen wird, gemeint ist aber die „Gesamtheit (lat. universitas) [gleicher] Herkunft/Geburt (lat. natio)“. Wächter der Königsprivilegien sollte der Gespan/Graf auf der Zipser Burg sein, auch für die anfangs zahlreichen Zipser Sachsen in den benachbarten Regionen Scharosch und im Slowakischen, ehemals Ungarischen Erzgebirge südlich der Zips, wo noch bis ins 20. Jahrhundert viele lebten. Die Bezeichnung Provicia saxonum de Scepus (sächsische Provinz der Zips) ist deshalb nicht so zu verstehen, dass die Zips exklusiv nur den Zipser Sachsen zustand, es gab auch viele nicht privilegierte slowakische u. a. Bauern (unter Grundherrschaft des Adels oder der Geistlichkeit oder Städte auf ihrem Grund, einschließlich Gerichtsherrschaft und militärischer Schutzherrschaft) und Stadtbewohner, sondern dass der von den Zipser Sachsen gewählte Zipser Gespan/ Graf die Aufsicht über die personalen Privilegien mit der Territorialverwaltung der gesamten Zips verband und im Kriegsfall ihr Heeresaufgebot für den König führte. Die autonomen Selbstverwaltungsinstitutionen der Zipser Sachsen saßen dagegen in Leutschau, dass sich allmählich zur zweiten Hauptstadt entwickelte.

### Stuhl der zehn Lanzenträger

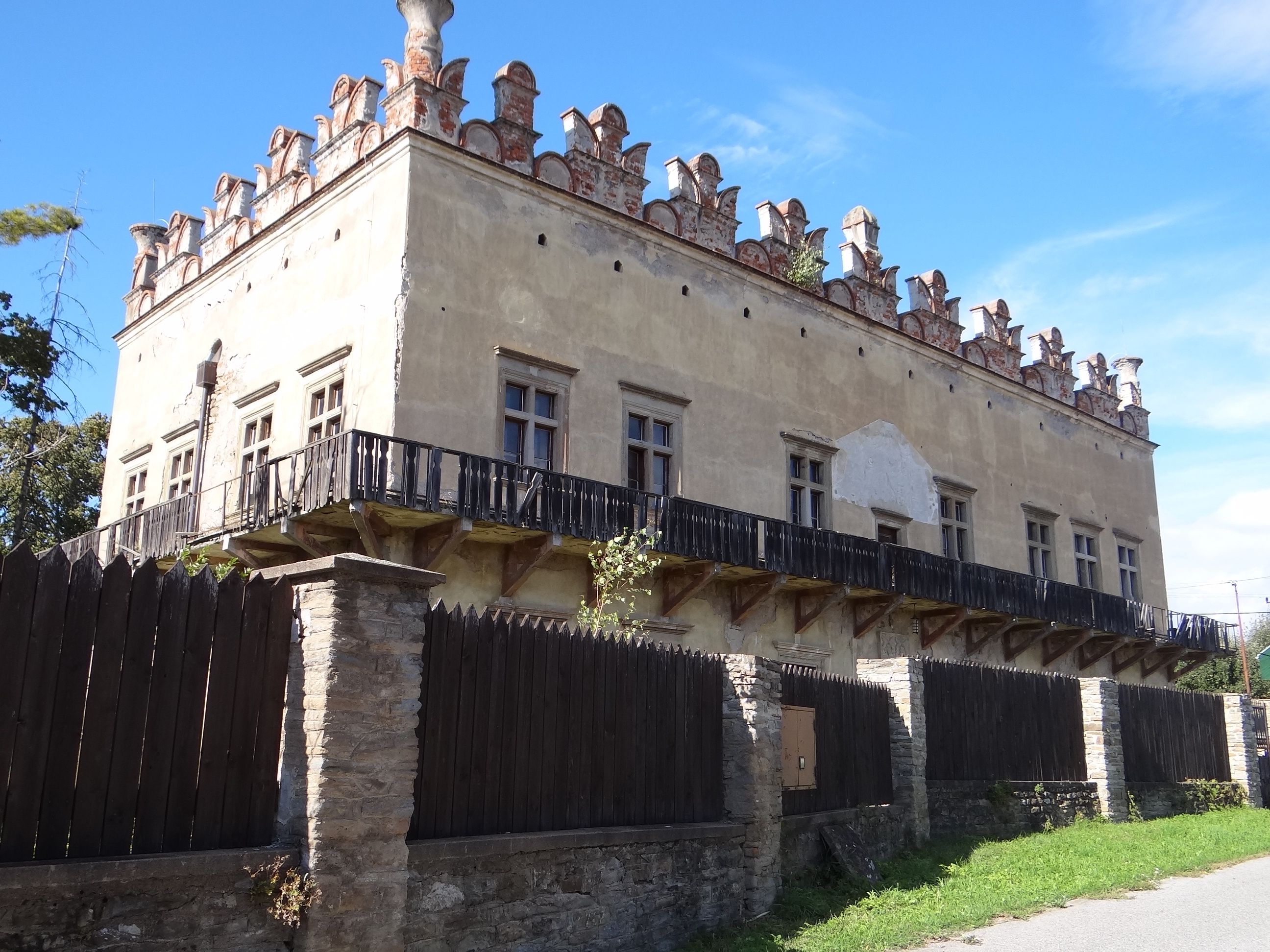
Das Thurzo-Schloss in Betlanovce, nachträglich errichteter Stammsitz der Thurzo im Renaissancestil. Nach dem Aussterben der Thurzo und der Nachbesitzer aus der Familie Feigel nutzten es die übrigen Lanzenadels-Geschlechter manchmal, 1726–68 regelmäßig als ihre Versammlungsstätte.

Bis 1802/03 gab es östlich der Stadt Poprad im südlichen Teil der Zips eine winzige separate Gespanschaft, genannt „Kleines Komitat/ Kleine Gespanschaft“ oder „Stuhl [d. h. Gerichtsbezirk] der 10 Lanzenträger“ oder auch „Oberster Stuhl“, eine interne Selbstverwaltung einiger zumeist slowakisch bewohnter Dörfer der Zips, die dafür zehn Ritter, später Ulanen für das königlich-ungarische Heeresaufgebot zu stellen hatten. Er wurde bereits 1243 erstmals in einer königlichen Privilegienurkunde erwähnt, die ausdrücklich ältere Vorrechte bestätigt, in der ihren Adelsgeschlechtern, interne rechtliche und politische Autonomie und Privilegien, wie die Freiheit von Abgaben an den ungarischen Adel, nur an den König, gegen Heeresfolgepflicht zugesichert wurde. Die königlichen Privilegien und das Recht des Stuhls der 10 Lanzenträger war von Anfang an sehr auf den „Lanzenadel“, der diese zehn Lanzenträger stellte, zugeschnitten, aber die internen Rechts- und Machtverhältnisse änderten sich im Laufe der Entwicklung. Im 13. Jahrhundert war er noch eine Selbstverwaltung meist slowakischsprachiger freier Bauern mit dem Lanzenadel an der Spitze, im 17. Jahrhundert dagegen eine kollektive Selbstverwaltung des Lanzenadels, der von den Abgaben unfreier, leibeigener Bauern lebte.
Ihr Ursprung ist unbekannt. Es gibt Hypothesen, dass die Privilegien ehemalige ungarische Grenzwachen aus dem 11./12. Jahrhundert auszeichneten, nachdem die Grenze nach Norden verschoben wurde, oder dass der Lanzenadel ehemalige Szekler (ungarischsprachige Grenzsiedler), möglicherweise aus der Region Gemer, oder mit petschenegischen und kumanischen Ursprüngen sind, oder dass sie auf den altslawischen Stammesadel der Region zurückgehen. Vielleicht entstand die Organisationsform auch erst 1243 als Reaktion auf die mongolische Verwüstung Ungarns 1241/42.
Es sind über 50 kleinadelige Geschlechter der nobilitas lanceatorum bekannt. Zwei von ihnen stiegen über den Umweg sehr erfolgreicher bürgerlich-unternehmerischer Aktivitäten im 16. Jahrhundert in den überregionalen Hochadel auf: die Familien Thurzo und Henckel von Donnersmarck. Die Geschlechternamen des Lanzenadels stammten auch im 16. Jahrhundert noch vorwiegend aus dem Slowakischen, seltener aus der Ungarischen oder Deutschen. Das lässt nicht automatisch auf die Herkunft der Familien schließen, wie ältere Historiker vermuteten, die Namen können auch durch Einflüsse der ungarischen Umgangssprache des Adels und der im Mittelalter in der Zips verbreiteten deutschen Umgangssprache entstanden sein. Wie überall in Ungarn war die Amtssprache Latein, aber die Protokolle der Versammlungen des Lanzenadels, die vom Anfang des 17. Jahrhunderts erhalten sind, wurden im Gegensatz zum übrigen Ungarn nur selten auf Ungarisch, meistens auf Slowakisch, nie auf Deutsch verfasst. Die Versammlungen des Lanzenadels (Generalkongregationen) fanden anfangs in Spišský Štvrtok (deutsch: Donnersmark(t)) statt, ab dem 16./17. Jahrhundert versammelten sie sich in wechselnden Orten, schließlich in Betlanovce (deutsch: Bethelsdorf).

### 14. Jahrhundert: Aufschwung und 24-Städte-Bund

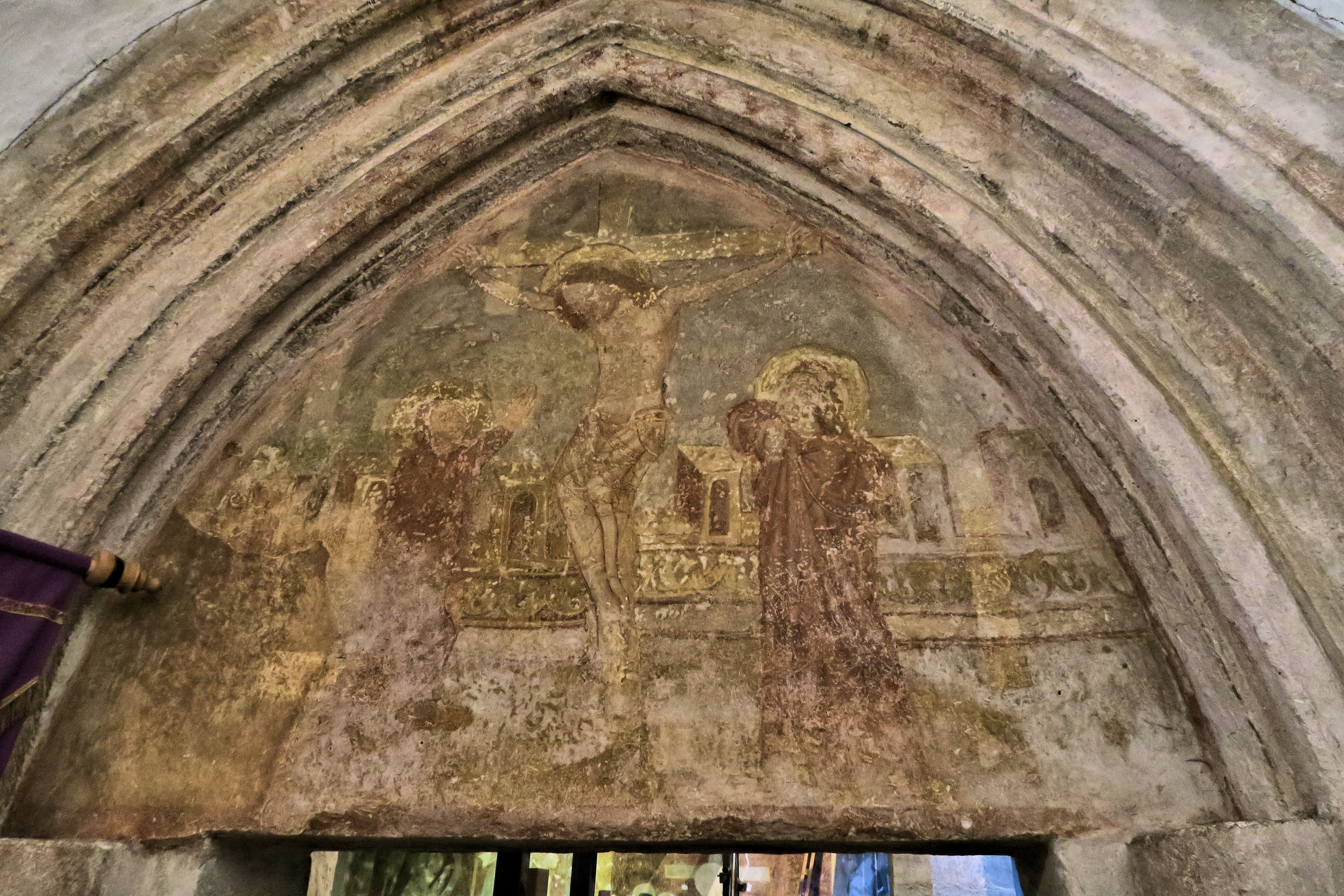
Die heute zusammen mit der Zipser Burg, der Altstadt von Levoča (Leutschau), mit Spišské Podhradie (Kirchdrauf) und Spišská Kapitula (Zipser Kapitel) zum UNESCO-Weltkulturerbe gehörenden Fresken in der Heilig-Geist-Kirche von Žehra (dt.: Schigra, ung. Zsigra) aus dem 13. und 14. Jahrhundert sind die ältesten der Zips.

Im späten 13. und 14. Jahrhundert blühte die Zips unter Einfluss der sächsischen Siedler auf. Im selben Zeitraum erstarkte der ungarische Adel, besonders der Hochadel, die Magnaten, gegenüber der Zentralmacht des Königtums. Deshalb gerieten die Privilegien der Zipser Sachsen zunehmend unter politischen Druck, weil der Adel nicht an vielen abgabenbefreiten Bewohnern interessiert war und entweder durch eine „feudale Besiedlung“ mit abgabepflichtigen, meistens slowakischen Bauern oder durch Einschränkung oder Abschaffung der Privilegien seine Machtbasis zu erweitern versuchte. Dagegen gründeten die Bewohner politische Bündnisse und Städtebünde, die sich entweder militärisch verteidigten oder sich in engen Beziehungen zu den ungarischen Königen ihre Privilegien mehrfach bestätigen ließen.
Die Zipser Sachsen gründeten 1291 eine geistliche Organisation, die Bruderschaft der königlichen Pfarrer. Nach kanonischem Recht der vorreformatorischen Kirche (später „Römisch-katholische Kirche“) sind „Pfarrer“ als geistliche Oberhäupter ihrer kompletten Kirchgemeinden zu verstehen und „königlich“ bezog sich auf den königlichen Freibrief und die darin festgeschriebenen Privilegien. Dort hatten die Zipser Sachsen (wie zuvor auch die Siebenbürger Sachsen) das im Mittelalter seltene Privileg der Pfarrerwahl erhalten. Die Bruderschaft war die geistliche Vertretung aller zipser-sächsischen Gemeinden. Parallel bildete sich 1271–1298 als weltliche, politische Organisation der „Bund der Zipser Städte“ aus anfangs etwa 41–44 Siedlungen und Städten, in Quellen auch als „Bund der Zipser Sachsen“ (communis Saxioniae de Scepus) bezeichnet, an deren Spitze der Zipser Graf stand, der von den Richtern der Städte gewählt wurde. Der Bund erhielt eine Selbstverwaltung, die denen der königlichen Freistädte ähnelte.

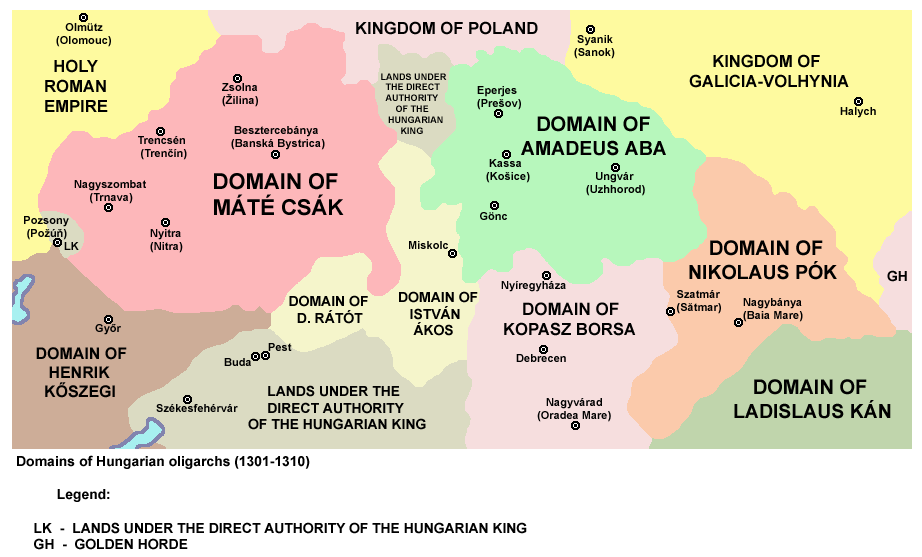
Die Zips (im Norden) als königstreues Gebiet (grau) zwischen den nordungarischen Kleinkönigtümern

Gleichzeitig brauchten die Könige die Unterstützung autonomer Städte und Gemeinschaften gegen den Partikularismus der frühen Magnaten, die ungarischen Kleinkönigtümer. In der Schlacht von Rozgony 1312 bildeten die Zipser Sachsen das wichtigste Unterstützerkontingent für den neuen König Karl I. Robert aus dem Haus Anjou gegen die Kleinkönige Matthäus Csák und das Geschlecht Aba. Nachdem Karl I. Robert die ungarische Zentralmacht gegen die Kleinkönigtümer militärisch wiederhergestellt hatte, bestätigte er im Freibrief 1317 und 1328 die Privilegien von 1271, diesmal explizit bezogen auf die Städte der Zipser Sachsen. Im Jahr 1340 verlieh sein Nachfolger Ludwig I. den wohlhabendsten Zipser Handelsstädten Leutschau und Käsmark, kurze Zeit später auch Pudlein den Status der königlichen Freistadt erster Kategorie mit voller Gerichtsbarkeit und eigenem Hauptschatzmeister (Tarnackmeister), die daraufhin 1344 aus dem Städtebund und der geistlichen Bruderschaft austraten. Erst Mitte 14. Jahrhundert und nach weiteren Austritten (teils gerieten sie unter adlige Grundherrschaft) entstand für die verbleibenden 24 Städte die Bezeichnung Bruderschaft der 24 königlichen Pfarrer und Bund der 24 Zipser Städte.

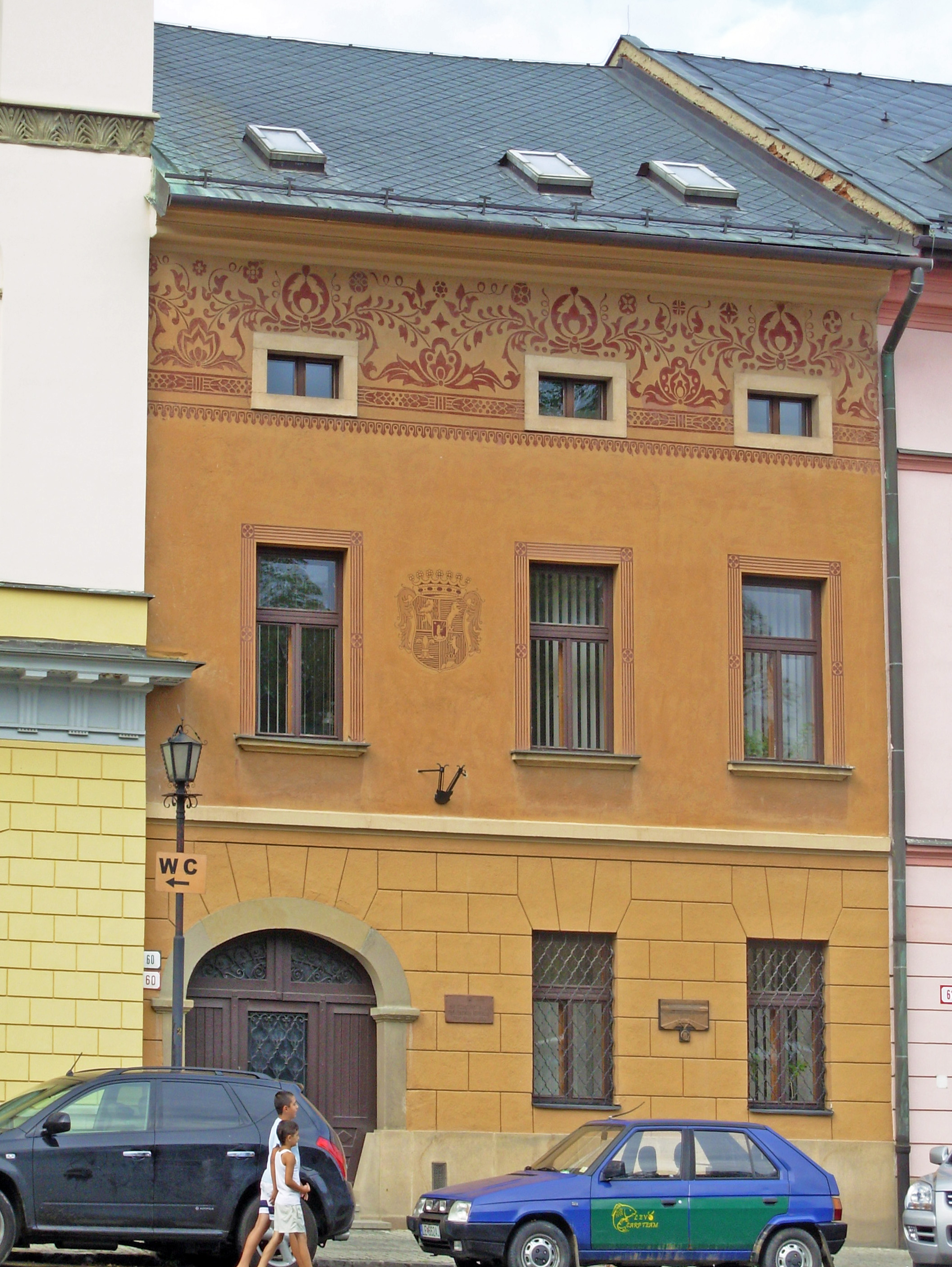
Das ältere „Kleine Komitatshaus“ in Leutschau war vom 16. Jahrhundert bis in die 1820er Jahre Sitz der Zipser Verwaltung und des Zipser Stuhls, des Hauptgerichtes nach Zipser Willkür. Im Hintergebäude des Seitenflügelhauses waren die Arrestzellen. Seit 1911 sitzt hier die Zipser Zweigstelle des Nationalarchivs.

Im Jahr 1370 verschriftlichten die 24 Städte des Bundes sowie etwa 20 weitere zipser-sächsische Siedlungen die von ihnen seit der Ansiedlung praktizierte und im königlichen Freibrief 1271 zugesicherte eigene Rechtstradition. Diese Zipser Willkür, war primär ein städtisches Weichbildrecht, das anfangs aus 95 Artikeln bestand, aber ständig weiter entwickelt wurde, es fußte auf dem Magdeburger Recht und den Bestimmungen des Sachsenspiegels. Allein fünf Artikel bestimmten das jährliche Wahlverfahren des Zipser Grafen durch den Bund der 24 Zipser Städte, was in der Praxis nicht ständige Wechsel der Zipser Grafen bedeutete, sondern die regelmäßige Bestätigung langjähriger Grafen. Die verbündeten ungarischen Könige, die den gewählten „Sachsengrafen“ anfangs nur bestätigten erhielten später zunehmend Einfluss auf die Auswahl der Kandidaten, die oft aus königstreuen Adelsgeschlechtern kamen, die sich teilweise in der Zips dauerhaft etablieren konnten, aber der 24-Städte-Bund nutzte die Wahlen zur regelmäßigen Sicherung und Bestätigung seiner Autonomie. Auf diesem Weg gelang dem Bund der 24 Zipser Städte bis zum 14. Jahrhundert, für das Territorium seiner Mitgliedsstädte die Anerkennung als garantiertes Rechtsgebiet der städtischen Zipser Willkür, als „Regionalautonomie“, als von der übrigen Zips rechtlich-administrativ getrennte Provincia (Provinz, manchmal auch: Kleine Provinz) durchzusetzen. Einen ähnlichen Weg ging der Stuhl der zehn Lanzenträger, der ebenfalls den Zipser Grafen zu seinem Oberhaupt wählte und den Status als gesonderte Parvus Provincia (Kleine Provinz) durchsetzte.
Mit Bestätigungen der Privilegien 1317 und danach, bezogen auf den Städtebund, der städtisch orientierten Zipser Willkür und der Anerkennung getrennter Provinzen bildete sich in den nächsten Jahrhunderten die Tendenz rechtlicher Auseinanderentwicklungen. Während die mächtigen königlichen Freistädte, die Städtebünde und autonomen Sonderprovinzen ihre Privilegien erfolgreich verteidigten und ausbauten, waren ländliche Gebiete und kleinere Städte der übrigen Zips schlechter geschützt und wurden schleichend zum Gebiet des Adelsrechtes, vergleichbar dem Komitatsboden in Siebenbürgen. Diese Transformation geschah schrittweise und unvollständig, denn der königliche Freibrief von 1271 war weiterhin gültig, wenn auch weniger relevant, als spätere Erneuerungen und nicht alle Adeligen und Grafen trieben ihn voran, einige profilierten sich als Verteidiger der Privilegien, aber nach und nach wurden Zusatzabgaben erhoben, Privilegien eingeschränkt oder für einzelne Ortschaften aufgehoben. Die Zipser Institutionen blieben aber vielfach miteinander verwoben. Sitz der politischen und administrativen Einrichtungen und des Hauptgerichts, des Stuhls des Komitats Zips, die der 24-Städtebund bestimmte, war weiterhin Levoča (Leutschau), das nicht zum Bund gehörte. Zentrum des Stuhls der zehn Lanzenträger war bis ins 16. Jahrhundert Spišský Štvrtok (Donnersmark), das nicht zum Lanzenträger-Stuhl, sondern zum 24-Städtebund gehörte, und die Provinzen nutzten die Wahlen der Grafen auch für Verteidigungen der Rechte in der übrigen Zips.
Die Zips erlebte im 14. Jahrhundert ihren ersten wirtschaftlichen und kulturellen Landesausbau und Aufschwung, der besonders auf Fernhandel und dem entstehenden Silber- und Eisen-Bergbau in der südöstlichen Unterzips und Umgebung beruhte. In allen neu entstandenen Unterzipser Bergstädten wurden Mitte des Jahrhunderts hydraulische Hammerwerke, eine Erfindung des 13. Jahrhunderts, errichtet. Die große Pest-Pandemie Schwarzer Tod 1346–53, die den Zustrom von Westen wegen der Bevölkerungsverluste dort beendete, verschonte große Teile Polens und Oberungarns, damit auch die Zips als eine von wenigen europäischen Regionen faktisch vollständig, wonach sie einen im europäischen Spätmittelalter seltenen Aufschwung erlebte. Die Zipser Sachsen waren in der Zeit die größte und politisch und wirtschaftlich dominierende Bevölkerungsgruppe. Daneben gab es auch meist slowakische Bevölkerung, besonders im Stuhl der 10 Lanzenträger und einige weitere, nicht privilegierte slowakische Dörfer. Oft entstanden zipser-sächsische Städte neben älteren, slowakischen Orten, mit denen sie in der Frühzeit fusionierten, wobei die Privilegien auch an deren Bewohner fielen, die in die zipser-sächsische Bevölkerung aufgingen. Außerdem sind seit 13. Jahrhundert einzelne, anfangs oft noch nicht dauerhaft ansässige jüdische Fernhändler nachweisbar, die nach Polen handelten, das im 14. Jahrhundert seit Kasimir dem Großen eine große Anzahl jüdischer Flüchtlinge vor den Vertreibungen und Pogromen in West- und Mitteleuropa aufnahm. Dazu kamen im Mittelalter jüdische Bergbautechniker („Wasserkünstler“). Älteste überlieferte jüdische Gemeinden sind aber erst seit dem 15. Jahrhundert aus Spišská Stará Ves (Zipser Altdorf) und seit dem 17. Jahrhundert aus Huncovce (Hundsdorf) bekannt. Allerdings bewirkte die im 14. Jahrhundert einsetzende Kleine Eiszeit, dass einige höher gelegene Siedlerdörfer aufgegeben wurden und einige Bergwerke durch Anstieg des Grundwasserspiegels aufgrund häufigerer Niederschläge voll Wasser liefen.

### 15. Jahrhundert: Polnische Teilverpfändung, 13- und 11-Städte-Bund, Pentapolitana, Heptapolitana

Karte zur Geschichte der Zips (slowakisch).
Schwarze Punkte: Orte mit privilegiertem Stadtrecht (einige nur zeitweilig);
schwarze Kreise: freie Königsstädte Leutschau (Hauptstadt), Käsmark und Pudlein.
Grau: „Kleines Komitat“ des Stuhls der zehn Lanzenträger mit vorwiegend slowakischen Mitgliedsdörfern.
In Brauntönen: 1412–1772 an Polen verpfändete Gebiete:
1. rotbraun: vorwiegend deutschsprachiger „Bund der 13 Zipser Städte“,
2. dunkelbraun: weitere verpfändete autonome Städte,
(1778–1876 mit 13-Städte-Bund: Provinz des „Bundes der 16 Zipser Städte“)
3. orangebraun: Herrschaft von Altlublau und Pudlein.
Grün: bei Ungarn verbliebener (später mehr ins ungarische Feudalsystem integrierter, z. T. slowakisierter) „Bund der elf Zipser Städte“ 1412–1465
(1344–1412 und 1770–78 mit den 13 Städten: Provinz des „Bundes der 24 Zipser Städte“).
Blau schraffiert: Gebiet des privilegierten Bergrechtes der Unterzips–nicht als eigene Provinz aus der Zips ausgegliedert, deshalb schraffiert.
Im Süden braun schraffiert: im 18. Jahrhundert aus der Zips ausgegliedertes Stos.
Im Nordwesten gelb schraffiert: 1918 an Polen gefallene Polnische Zips.

In der ersten Hälfte des 15. Jahrhunderts wurden in Ungarn, auch in der Zips kriegerische Konflikte häufiger, besonders um den mehrfachen Erbfall nach Aussterben der ungarischen Königsdynastie, der von Dynastien mit konkurrierenden Erbansprüchen und von oppositionellen Adelsfraktionen angefochten wurde, während gleichzeitig die militärischen Angriffe der Hussiten aus Böhmen und der Osmanen von der Balkanhalbinsel zunahmen. In Teilen der Slowakei setzte sich der mährische Söldnerführer Johann Giskra mit Sitz auf der Zipser Burg fest, kurz danach zerstörten die Hussitenkriege 1428–62 mehrfach die Zips, beispielsweise auch die freie Königsstadt Käsmark. Giskra, der die Verteidigung gegen die schweren hussitischen Verwüstungen übernahm, führte auch in der Zips daneben Kriege gegen seinen Rivalen, den Feldherrn Johann Hunyadi. Erst die Herrschaft von König Matthias Corvinus, Johann Hunyadis Sohn, stabilisierte die politischen Verhältnisse ab den 1460er Jahren und es setzte ein erneuter Aufschwung ein. In den Zipser Städten etablierten sich nach den Entvölkerungen der Zeit erste Gruppen meist slowakischer Städtebürger, die nicht mehr rechtlich zur „sächsischen Nationsuniversität“ gehörten.

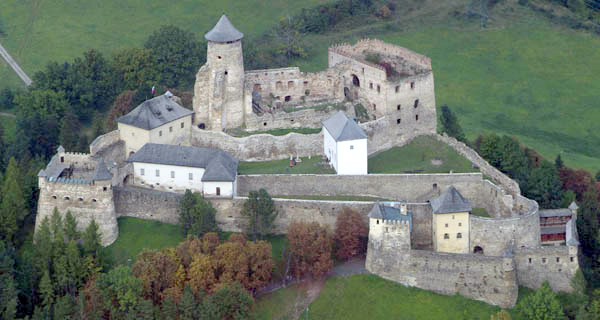
Lublauer Burg, Sitz der Starosten des polnisch verpfändeten Teils der Zips

Der Bund der 24 Zipser Städte wurde 1412 aufgelöst, als König Sigismund von Luxemburg im Vertrag von Lublau 13 dieser Städte, die drei weiteren autonomen Städte Stará Ľubovňa (deutsch Altlublau, polnisch Lubowla, ungarisch Ólubló), Hniezdne (dt. Kniesen, polnisch Gniazda) und die freie Königsstadt Podolínec (dt. Pudlein, polnisch Podoliniec, ungarisch Podolin), sowie die Burgherrschaft von Lublau an den König und Großfürst Władysław II. Jagiełło von Polen und Litauen verpfändete. Die Verpfändung gegen Auszahlung von 37.000 Schock Gold (etwa 88 Tonnen, entspricht 2 Millionen Silbergroschen) zur Finanzierung seines Krieges gegen die Republik Venedig 1411–13 war unter Sigismund nicht ungewöhnlich, der zahlreiche Kriege zur Sicherung seiner von mehreren Seiten angegriffenen Herrschaft mit Verpfändungen finanzierte, die er oft in seiner Herrschaftszeit durch Rückzahlung wieder einlöste. Es war nicht zu erwarten, dass daraus eine 360-jährige Verwaltung eines Teils der Zips durch das Königreich Polen werden würde. Mehrere Auslösungsversuche von Sigismund (1419–mit Zustimmung von Władysław II., aber vom polnischen Klerus verhindert, 1426, 1436), seinen Nachfolgern Albrecht I. von Habsburg 1439, Władysław III. von Polen und Ungarn (hier verhinderten es kriegerische Umstände in der kurzen Amtszeit), Matthias Corvinus 1489–90 und unter dem Zipser Erbgraf Johann Zápolya 1492–1507 wurden meist von der polnischen Seite verhindert, die Interesse an den wohlhabenden Handelsstädten hatte, was oft die Städte selbst unterstützten, die die schlechtere Entwicklung in der ungarisch verwalteten Zips vor Augen hatten. Auch im 16. Jahrhundert folgten drei Anläufe, und mehrere im 17. und 18. Jahrhundert (nun dagegen von den Städten begrüßt, die im letzten Jahrhundert unter den Starosten Lubomirski und Heinrich von Brühl mehr ausgebeutet wurden). Nominell gehörten die verpfändeten Gebiete zum Königreich Ungarn, hatten deshalb kaum Handels- und Zollschranken zur übrigen Zips, und es wurden nur ihre wirtschaftliche Nutzung und Verwaltung, vor allem die Steuereinnahmen, verpfändet. Die verpfändeten Städte bildeten 1412 den Bund der 13 Zipser Städte. Mit den drei weiteren Städten und der Herrschaft von Lublau, organisierte sie die polnische Verwaltung als königliche Starostei der Zipser Städte mit Sitz des Starosten auf der Lublauer Burg. Die polnischen Starosten griffen vor Ende 17. Jahrhundert in die autonomen Rechte der Handelsstädte nicht ein, förderten durch Abbau von Handelszöllen nach Krakau noch ihre Entwicklung und die verpfändeten Städte und Gebiete verzeichneten aufgrund ihrer Mittlerrolle einen wirtschaftlichen Aufschwung. Der 13-Städte-Bund wählte ab 1412 nach Zipser Willkür jährlich eigene Grafen, die aus dem deutschsprachigen Städtebürgertum stammten, weil sich die polnischen Starosten nicht einmischten. Ihnen zur Seite stand der Grafenstuhl, das Gericht mit der Befugnis des Schwertrechts und als Berufungsinstanz der Stadtgerichte und der große Rat Hundertleit (nach Zahl der Mitglieder, ab Ende 16. Jahrhundert nur noch 46–48), der von den 13 Magistraten nach festem Schlüssel entsandt wurde. Eine Hauptstadt hatte der Bund nicht, die Institutionen tagten immer in der Mitgliedsstadt, in der der gewählte Graf wohnte.
Die restlichen elf Städte bildeten 1412 den Bund der elf Zipser Städte mit dem Hauptort Donnersmark(t) (slowakisch Spišský Štvrtok, ungarisch Csötörtökhely, lateinisch Quintoforum), ebenfalls als „Kleine Provinz/Kleines Komitat“. Sie nahmen im 15. Jahrhundert eine zum 13-Städte-Bund unter polnischer Verwaltung gegenteilige politische und wirtschaftliche Entwicklung. Von viel geringerem politischen Gewicht, als der 24-Städte-Bund vor 1412, und von den Hussiten mehrfach schwer zerstört, konnten sie ihre politisch führende Rolle durch die Wahl der Zipser Grafen, deren Einsetzung zunehmend die ungarischen Könige bestimmten, und die privilegierte Stellung als Städtebund, der den Grafen der Zips wählte und Sonderprovinz nicht behaupten und gerieten in die Abhängigkeit der Zipser Burg. Schon Władysław III. von Polen und Ungarn hatte 1440 die Auflösung der Sonderprovinz/Kleinen Provinz verfügt, weil er die Wiedervereinigung mit den 13 Städten plante, was sein früher Tod gegen die Osmanen verhinderte. Im Jahr 1464 vergab König Matthias Corvinus den Grafentitel der Zips zum erblichen Lehen an den Feldherrn Imre (dt.: Emmerich) Zápolya († 1487) und in den folgenden Jahrhunderten wurden die Zips von erblichen Gespanen/Erbgrafen aus den Magnatengeschlechtern Zápolya (1464–1528), Thurzo (1531–1636) und Csáky (1636–1848) regiert. Aus den gewählten „Sachsengrafen“ (comes Saxonum) wurden erbliche Gespane/Grafen der Zips (comes de Scepus). Hauptsitz der Zipser Erbgrafen war weiterhin die Zipser Burg bis zu ihrer Aufgabe Anfang 18. Jahrhundert und ihr als „Komitatshaus“ bezeichneter Sitz in Leutschau. Im Jahr 1465 trat die Versammlung des Bundes der elf Zipser Städte zum letzten Mal zusammen und hörte danach auf, zu existieren. Der Verlust der politischen Macht des Städtebundes bedeutete nicht automatisch den Verlust der rechtlichen Privilegien der Universitas Saxonum de Scepus. Das Hauptgericht in Leutschau, der Zipser Stuhl, urteilte weiter nach Zipser Willkür, aber es mehrten sich Übergriffe, Doppelabgaben an König und Adel, Einschränkungs- und Abschaffungsversuche. Trotz ihrer Privilegien wurden die elf Städte bald mit Zusatzabgaben belegt, weshalb sie die wirtschaftliche Konkurrenz zum geförderten 13-Städte-Bund unter polnischer Verwaltung verloren. In den folgenden Jahrhunderten sanken sie auf das Niveau bedeutungsloser Ackerstädtchen, Marktflecken oder Dörfer herab und gehörten im 18. Jahrhundert oft zum Grundbesitz der Zipser Erbgrafen und verloren in den folgenden Generationen, besonders um 1600 mehrheitlich auch ihren deutschsprachigen Charakter durch sprachliche Assimilation (Slowakisierung). Teilweise hatte auch schon Emmerich Zápolya privilegierte zipser-sächsische Stadtbürger aus ihnen vertrieben.

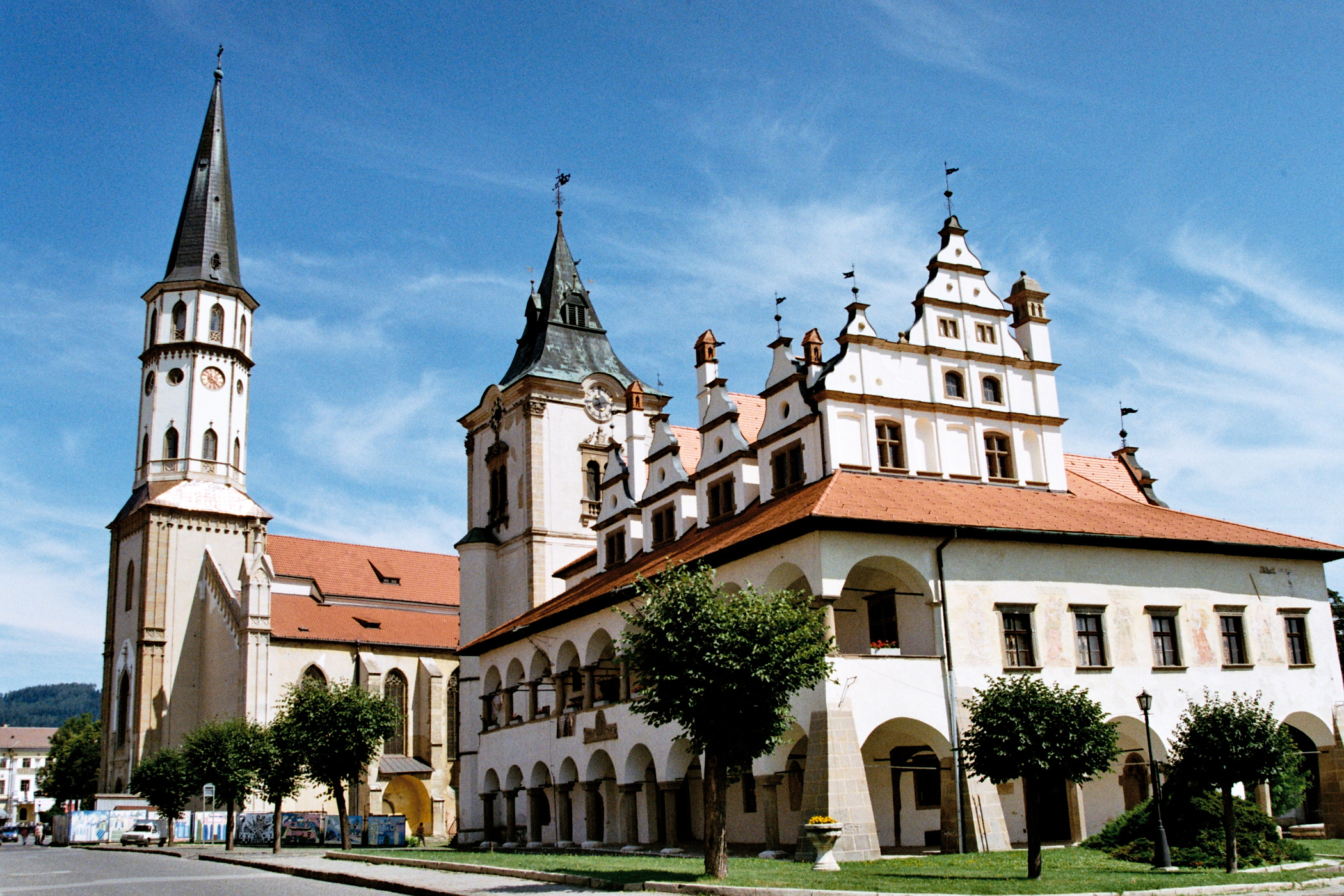
Das historische, alte Rathaus von Leutschau, heute Hauptsitz des Zipser Historischen Museums, entstand nach dem Stadtbrand 1550, dahinter die Kirche St. Jakob

Ebenfalls 1412 gründete sich der effektiv organisierte Bund oberungarischer königlicher Freistädte, der im Zeitgeist des Renaissance-Humanismus später unter dem griechisch-mittellateinischen Namen Pentapolitana („Fünf–Städte–Bund“) bekannt wurde. Die Gründungsmitglieder waren 1412 vier Städte, darunter eine aus der Zips: Leutschau (slowakisch Levoča, ungarisch Lőcse), sowie Bartfeld (sk. Bardejov, ung. Bártfa) und Eperies (sk. Prešov, ung. Eperjes) im Komitat Sáros und die Führungsstadt Kaschau (sk. Košice, ung. Kassa) im Komitat Abaúj, gleichzeitig das Verwaltungszentrum ganz Oberungarns. Ab 1412 und im 16. Jahrhundert trat sporadisch Zeben (sk. Sabinov, ung. Kisszeben), ebenfalls im Komitat Sáros, ab den 1580er Jahren dauerhaft bei. Alle Städte hatten anfangs ein großmehheitlich, aber nicht allein deutschsprachiges Städtebürgertum, das erst im 17./18. Jahrhundert zur Minderheit gegenüber dem slowakischen und (besonders in Kaschau) ungarischen Bürgertum wurde. Wie der 24-Städte-Bund über die Wahl der Zipser Grafen Einfluss erhalten hatte, verteidigte und erweiterte die Pentapolitana ihre Stellung durch Kontakte zum Königshof, der sich, wie alle Herrscher der Zeit oft in Geldnot, die Bestätigungen und Erweiterungen der Privilegien von den wohlhabenden Städten oft bezahlen ließ. Daneben trafen sie sich zu zahlreichen Anlässen (aktuelle Ereignisse, Krönungsvorbereitungen, Finanzplanungen, Vereinheitlichung der Stadtrechte nach Vorbild Kaschauer Rechts, Vereinheitlichungen und Konflikte der Zünfte, Handelsrechte, Religionsfragen, Sicherungen der Handelsstraßen und Nachrichtenwege und Räuberbekämpfung, Abwehr von Forderungen des Adels und königlicher Ämter u. v. a.) häufig zu Versammlungen. Obwohl nur eine Stadt der Zips Mitglied war, hatte die Pentapolitana viel Einfluss auf die Politik der Zips, wehrte mehrfach Ansprüche der königlichen Zipser Kammer (für königliche Abgaben ganz Oberungarns) und des Oberungarischen Landeshauptmanns, auch mit Sitz in Kaschau, aber auch Übergriffe der Zipser Erbgrafen ab. Die beiden anderen freien Königsstädte der Zips traten aufgrund ihrer Konkurrenz zu Leutschau nicht bei. Pudlein war unter polnischer Verwaltung. Die Rivalität zu Käsmark wurde im 14. und 15. Jahrhundert zeitweilig gewaltsam um das Stapelprivileg (Lagerrecht für Waren) und die Frage der Komitatshauptstadt ausgetragen, was schließlich Leutschau mit Hilfe der Pentapolitana und Johann Giskras gegen Käsmark (unterstützt von Johann Hunyadi) für sich entscheiden konnte. Käsmark (sk. Kežmarok, ung. Késmárk), das Ende 16. Jahrhundert reichste Zipser Handelsstadt wurde, trat erst 1660 der Pentapolitana als sechste Stadt bei. In der zweiten Hälfte des 15. Jahrhunderts konnte Leutschau mit Hilfe der Pentapolitana Angriffe des Zipser Erbgrafen Imre Zápolya (der auch erfolglos versuchte, Käsmark zu unterwerfen) auf seine städtische Autonomie, die es zur Residenzstadt machen wollten, dauerhaft abwehren. Die Pentapolitana wurde endgültig erst in den 1850er Jahren aufgelöst.

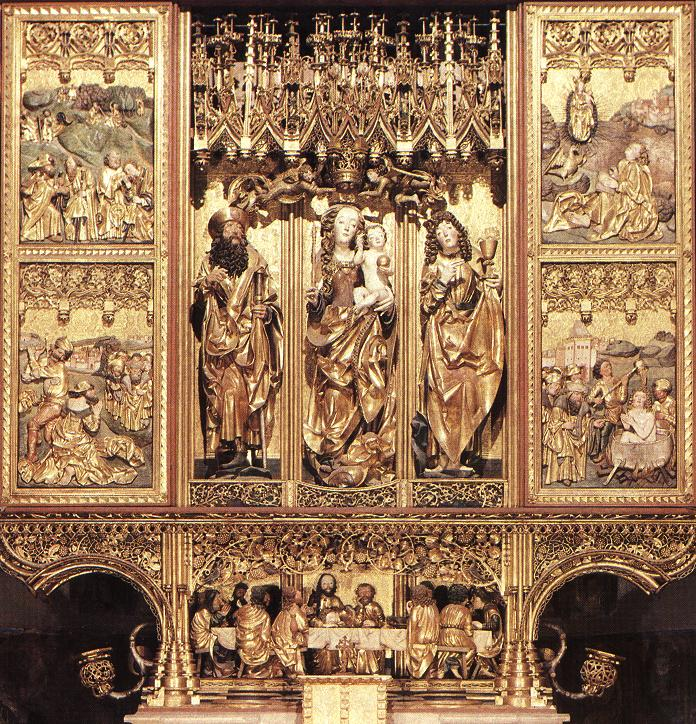
Hauptaltar der St. Jakobs Basilika in Leutschau aus der Werkstatt von Paul von Leutschau, einer der größten Altäre der Welt.

Seit den 1460er Jahren setzte eine neue wirtschaftliche Blüte der Zips ein, die vorwiegend von den Handelsstädten des 13-Städte-Bundes, den königlichen Freistädten und den Bergbauzentren der Unterzips getragen wurde und bis in die zweite Hälfte des 16. Jahrhunderts andauerte. Mit ihr verbunden war die höchste kulturelle Blüte, die nicht nur die Städte, auch der Adel und die Könige förderten. Mit der 1437 begonnenen Stadtchronik von Georgenberg (sk.: Spišská Sobota, ung.: Szepesszombat(hely), poln.: Spiska Sobota) setzte (300 Jahre vor den Siebenbürger Sachsen) eine breite Chronikliteratur der Zipser Sachsen ein, die schon im Spätmittelalter und der Reformationszeit ihre Identität als loyale Untertanen der ungarischen Könige bezeugt. In der zweiten Hälfte des Jahrhunderts wurden die wohlhabende Zips und nahegelegene königliche Freistädte und Bergstädte zum Zentrum des christlich geprägten Frühhumanismus innerhalb Ungarns, ähnlich der Devotio moderna im Heiligen Römischen Reich, besonders den Niederlanden am Vorabend der Reformation. Ihre Hauptträger, städtebürgerliche und adelige christliche Laien-Bruderschaften und von den städtischen Schulen angeworbene humanistisch gebildete Universitätsabsolventen und Theologen aus Krakau, Wien und anderen Städten, verbreiteten eine „intensive Symbiose von Gelehrsamkeit, bildungsbeflissener Frömmigkeit und Kunsttätigkeit“. Wichtigstes materielles Erbe dieser Blütezeit sind zahlreiche Altäre im Stil der Spätgotik, später der Renaissance, in der gesamten Zips und Nachbarstädten, die aus Frömmigkeit und Prestige gestiftet wurden und von denen viele aus der Werkstatt des Meister Paul von Leutschau stammen. So befinden sich in der heute zum UNESCO-Welterbe gehörenden zentralen St. Jakobs Basilika von Leutschau neben dem von der Bürgerschaft gestifteten über 18 m großen Hauptaltar aus der Werkstatt von Meister Paul mehrere Altäre, Erweiterungen und Standbilder, die einzelne Bürger, die drei Erbgrafen-Dynastien, König Matthias Corvinus, zwei Jagiellonen-Könige, der 13-Städte-Bund u. a. stifteten.
Ein weiterer Städtebund war die Heptapolitana („Sieben-Städte-Bund“), den (ebenfalls besonders in der Anfangszeit vorwiegend deutschsprachige) von Bergbau lebende Bergstädte bildeten. Es gab zwei Städtebünde dieses Namens. Die „niederungarische Heptapolitana“ in westlicheren Teilen des Ungarischen Erzgebirges hatte keinen Bezug zur Geschichte der Zips, aber die „oberungarische Heptapolitana“, der die drei in der Unterzips liegenden Bergbaustädte (Zipser) Neu(en)dorf (slowakisch Spišská Nová Ves, ungarisch Igló, polnisch Nowa Wieś Spiska–es war gleichzeitig Mitglied des 13-Städte-Bundes im polnischen Verpfändungsgebiet), Göllnitz (sk.: Gelnica, ung.: Gölnicbánya), Schmöllnitz (sk.: Smolník, ung.: Szomolnok), die beiden südlich der Zips in der heutigen Slowakei liegenden Städte Rosenau (sk.: Rožňava, ung.: Rozsnyó) und Jossau/Joß (sk.: Jasov, ung.: Jászó) und die beiden noch südlicheren, bis heute in Ungarn liegenden Städte Ruda (ungarisch Rudabánya) und Telken (ung.: Telkibánya) angehörten. Die niederungarische Heptapolitana entstand 1388, die siebente Stadt trat 1453 bei. Nach ihrem Vorbild gründete sich in Kaschau 1487 die oberungarische Heptapolitana. Ihr Hauptort war Göllnitz, wo sich das oberste Berggericht des Bundes als letzte Berufungsinstanz nach den Berggerichten der Mitgliedsstädte, aber auch anderer Bergstädte der Region befand. Das Ziel beider Heptapolitana-Bünde war, durch (meist königliche) Bergprivilegien für den Bergbau gute rechtliche, wirtschaftliche, soziale und administrative Bedingungen im Bergrecht herzustellen und zu verteidigen. Dazu gehörte 1. eine möglichst weitgehende Bergfreiheit, also im Gebiet des Bergrechtes überall ohne Widerspruchs– und Abgabenrecht der Grundbesitzer schürfen zu dürfen. Dieses System wurde erstmals vom Meißner Markgrafen Otto dem Reichen im 12. Jahrhundert erfunden und Anfang des 14. Jahrhunderts von König Karl I. Robert in Ungarn eingeführt. 2. war die durch Privilegien gesicherte autonome Selbstverwaltung nicht nur der Bergleute und Bürger der Bergstadt, sondern auch der weit außerhalb zuarbeitenden Pocher, Hüttenleute, Schmiede, Holzfäller, Zimmerleute, Köhler, Handwerker und Fuhrleute als Teil der Bergstadt wichtig zur Weiterentwicklung des Bergbaus. Dieses im 11. Jahrhundert in Trient entwickelte System hieß Universitas montanorum et silvanorum (Gesamtheit der Berg- und Waldleute) und wurde in viele europäische Reviere übernommen. 3. war auf ihrer Basis das Recht auf Gründung religiös-sozialer Knappschaften effektiv, die mit Spitälern, Not-, Alters- und Invalidenversorgung die ersten Sozialkassen der Geschichte bildeten. 4. war das Recht auf eine intern beschlossene Bergordnung mit Bergmeister und Berggerichten notwendig. 5. war bei den wechselnden Erträgen des Bergbaus ein stabiler, berechenbarer, möglichst niedriger Abgabensatz und Befreiung der Bergleute von Formen der Abhängigkeit und Leibeigenschaft wünschenswert, der aber in vielen europäischen Bergrevieren nicht so weitgehend übernommen werden konnte, wie in der Markgrafschaft Meißen, wo seit Otto dem Reichen Freiheit von Abhängigkeit und nur der Bergzehnt an den Markgrafen garantiert war. Während die niederungarische Heptapolitana bis ins 19. Jahrhundert bestehen blieb, konnte die oberungarische für die Mitgliedsstädte südlich der Zips (Telken, Ruda, Joß und Rosenau) keine vollen Bergprivilegien erreichen, weil sie adliger Grundherrschaft unterstanden, teilweise schon Mitte 16. Jahrhundert leibeigene Siedlungen wurden und kurze Zeit später in den ständigen Grenzkonflikten der Türkenkriege entvölkert wurden. Es gelang aber, in der Unterzips und einigen unmittelbar südlichen Bergstädten, wie Dobschau (slowakisch Dobšiná, ungarisch Dobsina) und Metzenseifen (sk.: Medzev, ung.: Meczenzéf), ein Bergrechtsgebiet mit relativ weit gehenden Bergprivilegien durchzusetzen und zu erhalten. Göllnitz blieb Zentrum des obersten Berggerichtes und der obersten Bergdirektion der Unterzips.

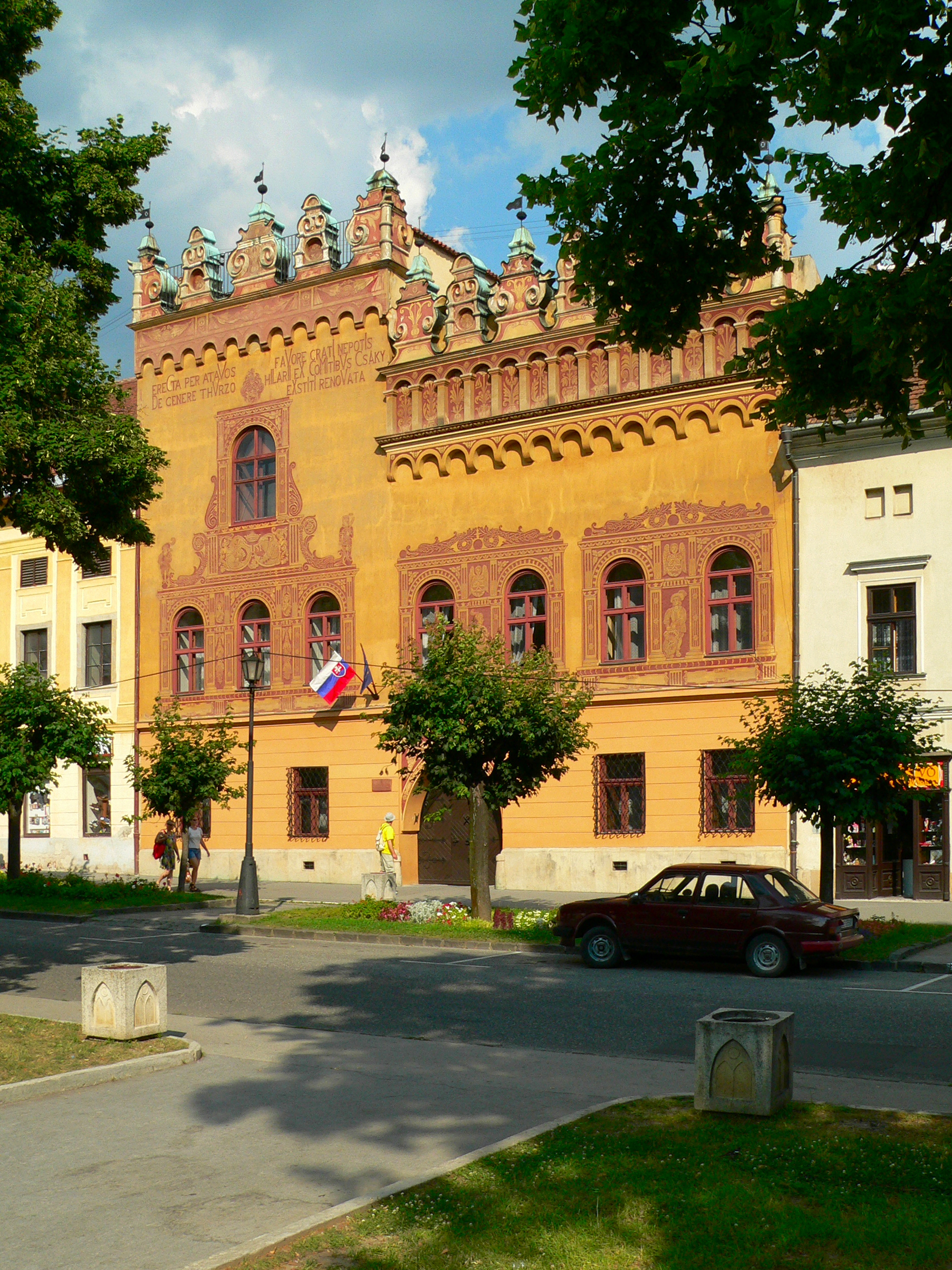
Stadtpalais der Thurzo in Levoča (Leutschau)

In ganz Europa litt der Bergbau seit der Kleinen Eiszeit im 14. und 15. Jahrhundert unter Anstieg des Grundwasserspiegels aufgrund häufigerer Niederschläge, wodurch zahlreiche Bergwerke abgesoffen waren. In der zweiten Hälfte des 15. Jahrhunderts boten verbesserte Berechnungen von Entwässerungsstollen und Einsatz der neuen Technik von Göpeln angetriebener Heinzenkunst, frühe Formen der Pumpen, die Möglichkeit, viele Bergwerke wieder trockenzulegen. Eine weitere „Schlüsseltechnologie“ in Bergbau und Verhüttung des 15.–16. Jahrhunderts war das um 1410 bei Nürnberg erfundene und stetig verbesserte Saigerverfahren, mit dem bisher nicht gewinnbare Silberanteile in Schwarzkupfer und niedrige Silberanteile in Bleiglanz unter 3 % durch Zusammenschmelzen und Ausfällen in der Verhüttung gewinnbar wurden. In beiden Bereichen, die den Bergbau in ganz Europa wieder belebten, übernahm der aus der Zips stammende Bergbauingenieur Johann I. Thurzo für Ungarn und sogar ganz Ostmitteleuropa die Führungsrolle. Er legte eine Reihe Bergwerke trocken, gründete ein Bergbauunternehmen über ganz Ungarn und darüber hinaus und führte in Geschäftspartnerschaft mit den Fuggern das Saigerverfahren in Ostmitteleuropa ein. Die Fugger-Thurzo-Gesellschaft (eigentlich: (Gemeiner) Ungarischer (Kupfer-)Handel) monopolisierte 1495–1526 das Saigerverfahren und den damit verbundenen immensen Saigerhandel in Ostmitteleuropa von Böhmen und Schlesien über Mähren, Kleinpolen, Ober- und Niederungarn bis Siebenbürgen (Siebenbürgisches Erzgebirge). Die Kupferausbeute handelte er auf dem wichtigsten europäischen Kupfermarkt in Venedig, später in Antwerpen, die neben dem europäischen Kupfermarkt auch in neue Märkte in Westafrika und Indien hinein handelten, wo Kupfer sehr begehrt war. In Spitzenjahren wurden jährlich 37.000 Zentner Garkupfer, einige Tonnen Silber und ein Vielfaches an Blei, Erzen, Holz und Holzkohle transportiert und gehandelt. Damit begann der steile Aufstieg der Familie Thurzo von einem fast mittellosen Lanzenadels-Geschlecht aus dem Stuhl der 10 Lanzenträger, die Bürgerrecht in Leutschau erworben hatten, zu einer der reichsten Unternehmerfamilien Europas (1526/27 stiegen sie aus der Fugger-Thurzo-Gesellschaft aus) weiter zu schlesischen Fürsten und Herzögen, ungarischen Magnaten, Erbgrafen der Zips und einiger weiterer Komitate und zum Palatin von Ungarn.
Dialektologische Untersuchungen der deutschen Kanzleisprachen in Ortschroniken der Unterzipser Bergstädte ergaben, dass sich der anfangs wie in der Oberzips westmitteldeutsch basierte Dialekt mit ostmitteldeutschen Anteilen Ende des 15. Jahrhunderts in den bairisch basierten Dialekt Gründlerisch, heute oft Mantakisch genannt, offenbar durch massenhaften Zuzug bairischer und Tiroler Bergleute wandelte, der zum zweiten zipser-sächsischen Hauptdialekt neben dem alten Potokischen der Oberzips wurde und zum dritten Dialekt nach diesem und dem nur örtlich begrenzten schlesisch basierten Dialekt Outzäpsersch im Norden wurde.

### „Walachische Kolonisation“ 15.–18. Jahrhundert

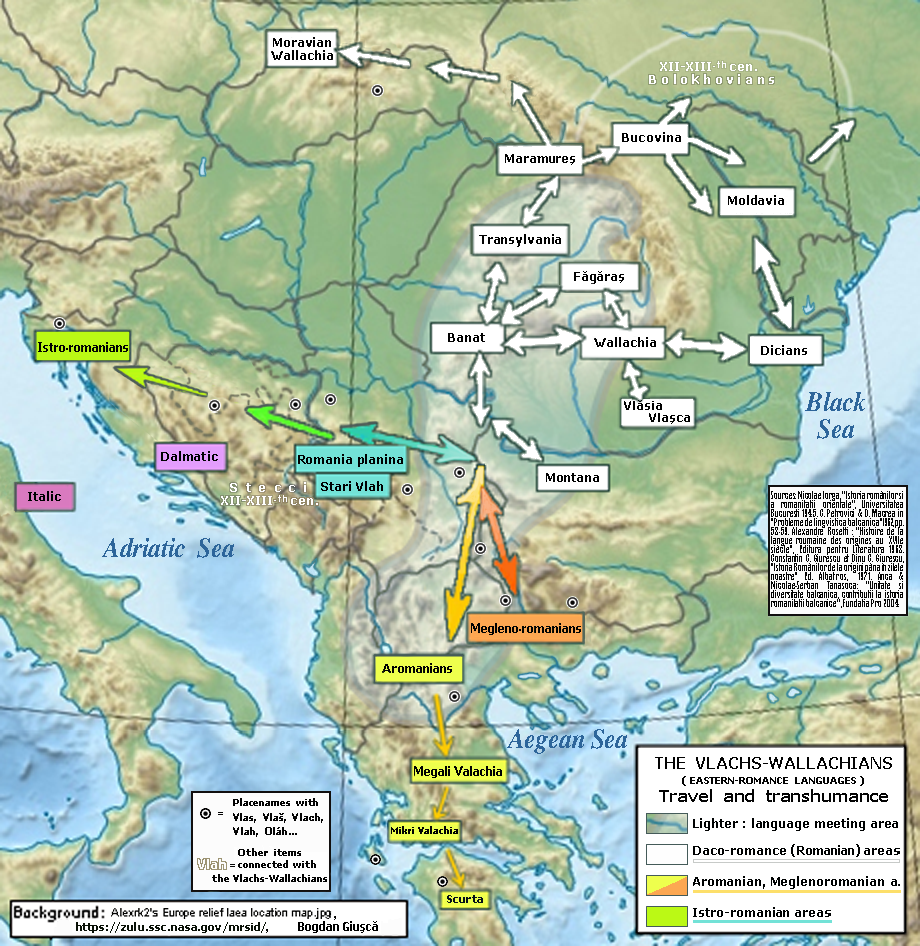
Schematische Darstellung der walachischen Transhumanz und Kolonisationen im Mittelalter und der Frühneuzeit.

Im 12. Jahrhundert begann in den Gebirgen der Balkanhalbinsel eine Nordmigration oft balkanromanisch- und rumänischsprachiger Walachen, die meist als jahreszeitlich mobile Berghirten lebten. Diese „walachische Wanderung“ wurde möglicherweise durch die osmanische Expansion ausgelöst und erreichte bald die höheren Lagen des Karpatenbogens. Ab dem 15. Jahrhundert erreichte die „walachische Kolonisation“ die Westkarpaten auf polnischer und ungarischer/slowakischer Seite und dauerte teilweise bis ins 17./18. Jahrhundert an. Diese in zeitgenössischen Quellen ebenfalls als „Walachen“ bezeichneten Siedler ermöglichten durch ihren Lebensstil mit dominierender Bergweide-Viehzucht, den sie mit dem im Gebirgsklima ungünstigerem Ackerbau verbinden die Neubesiedlung der höheren, rauen Gebirgsregionen. Die ungarischen und polnischen Könige förderten die Kolonisation mit Privilegien für die „Walachen“, die denen der Zipser Sachsen ähnelten: sie entrichteten jährlich eine königliche Steuer, stellten den Königen leichte Kavallerie und durften im Gegenzug ihre Rechtssprechung nach walachischem Gewohnheitsrecht durch eigene Knesen, ein Titel, der in vielen slawischen Sprachen und im Rumänischen allgemein einen adligen Fürsten, bei den walachischen Berggemeinschaften aber eher einen Dorf- oder Clanvorsteher bezeichnet, selbst regeln. Später kamen dazu Abgaben an den ungarischen bzw. polnischen Adel, die aber die meiste Zeit der Geschichte (verglichen mit nicht privilegierten Bauern) sehr begrenzt waren. Mit den rumänischsprachigen Walachen ab der Region Maramuresch teilten die „Walachen“ der Westkarpaten viele Elemente des Lebensstils und des walachischen Gewohnheitsrechtes, sind aber slawischsprachig. Ältere Autoren gingen aufgrund der zeitlichen Abfolge, des gleichen Namens in Quellen und anderer Gemeinsamkeiten des Lebensstils und Gewohnheitsrechtes davon aus, dass auch sie Walachen waren, die später slawisiert wurden. Sprachhistorische Befunde zeigen aber, dass ihre Gebirgsdialekte Russinisch und Goralisch bis auf wenige Wörter des Hirtenlebens (Karpatismen) kaum Einflüsse aus dem Rumänischen aufweisen und sie sich schon etwa seit dem 13. Jahrhundert getrennt von anderen slawischen Dialekten entwickelten. Jüngere Autoren schlussfolgern deshalb oft, dass ihre Ethnogenese komplexer war, an ihr alteingesessene slawische Bergbauern, die den Lebensstil übernahmen, breiter beteiligt waren und der Zustrom romanischer Walachen wohl geringer war als früher vermutet, wahrscheinlich von Osten nach Westen abnehmend.
Die Gebirgsgebiete der heutigen Slowakei erreichte diese Kolonisation in zwei Phasen, aus zwei Richtungen und von unterschiedlichen ethnisch-sprachlichen Gruppen verschiedener Konfessionen getragen. Mit der älteren „russinischen Expansion“ 15.–17. Jahrhundert siedelten Russinen aus der Karpatenukraine auf beiden Seiten der Karpaten bis in die heutige Zips, anfangs noch weiter nach Westen. Mit der jüngeren „goralischen Expansion“ kamen zumeist im 17. und 18. Jahrhundert Goralen, vorwiegend aus nördlicheren polnischen Gebirgsregionen, wo sie sich schon im Mittelalter formiert hatten. Die Zips ist die einzige historische Region der Slowakei, die bis heute von beiden Ansiedlungen geprägt ist.

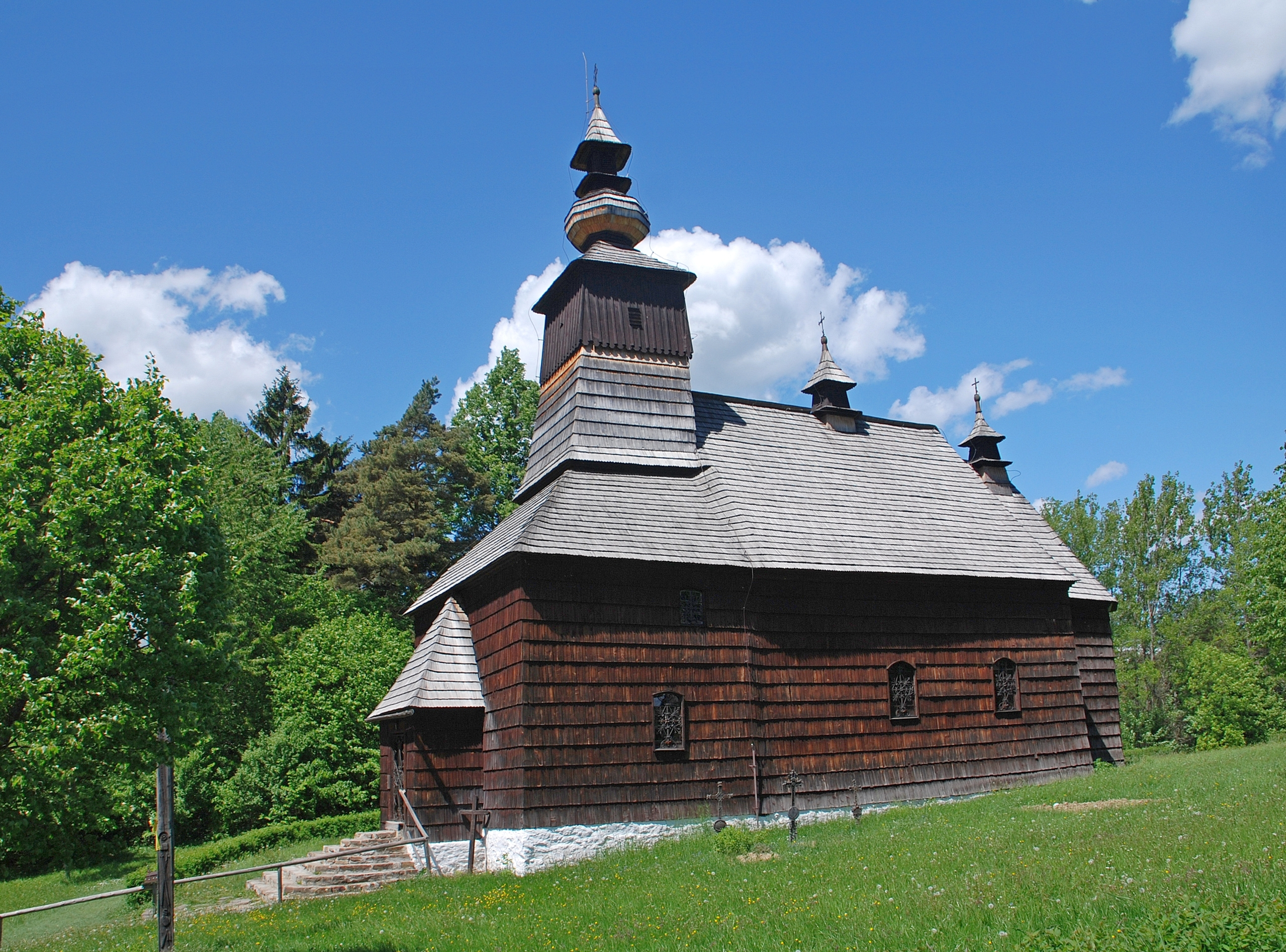
Griechisch-katholische Holzkirche des Erzengel Michael aus Matysová, heute im Freilichtmuseum Stará Ľubovňa

Die seit dem 14./15. Jahrhundert als Folge der klimatischen Kleinen Eiszeit verlassenen deutschrechtlichen Dörfer der Zips wurden oft durch die „walachische Kolonisation“ wieder besiedelt, wie z. B. Jakubany im Jahr 1497. Die Russinen, in der Zips Angehörige der westlichsten Teilgruppe der Lemken, sprechen ostslawische Bergdialekte, die dem Ukrainischen am nächsten stehen (weshalb sie in Ungarn zu den Ruthenen (Ukrainern) gezählt wurden), die aber auch archaische Eigenheiten aufweisen. Die Lemken und alle Russinen waren anfangs Anhänger der griechisch-orthodoxen Kirche, seit der Kirchenunion von Uschhorod 1646 mit dem Papst in Rom der Ruthenischen griechisch-katholischen Kirche, die den orthodoxen Ritus, die kirchenslawische Liturgiesprache und kyrillische Schrift beibehielt, sich aber sonst der katholischen Kirche annäherte. In der Zips siedelten sich die russinischen Lemken besonders im Lublauer Gebirge (Ľubovnianska vrchovina), in den Kleinen Pieninen, an den Nord-, Ost- und sogar Südhängen der Leutschauer Berge (slowakisch Levočské vrchy) und in einem abseits gelegenen Dorf im Zipser Gebirge an. Damit entstand im 16. Jahrhundert die bis heute westlichste Halbinsel der russinischen Sprache und die Sprachinsel Osturňa. Die Lemken wurden im Königreich Ungarn immer zur ethnischen Minderheit der Ruthenen, in der heutigen Slowakei werden sie zu den Russinen gezählt.

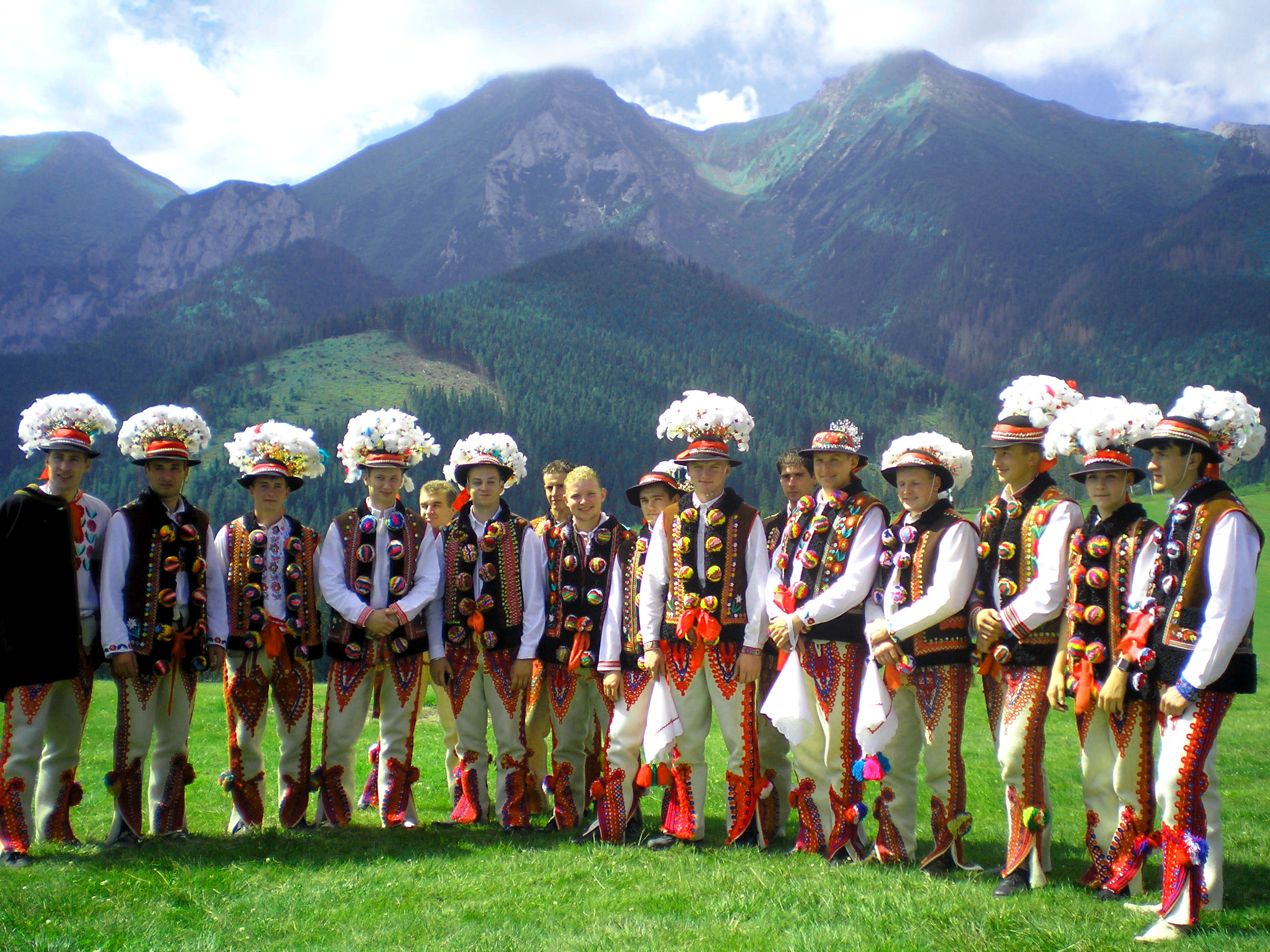
Trachtengruppe der Zipser Goralen aus Ždiar vor dem Hintergrund der Belaer Tatra.

Kurz danach folgt in der Zamagurze eine Ausbreitung des Hirtenlebenstils nach dem Muster der russinierten Walachen bzw. Russinen. Dies revolutionierte das Bewirtschaften im Gebiet, das im Mittelalter durch deutschrechtliche Kolonisation besiedelt wurde, und beeinflusste stark die Ethnogenese der westslawischen und römisch-katholischen Goralen. Die Bevölkerung der nördlichen und nordwestlichen Gebirge Zipser Pieninen, Zipser Gebirge und Zipser Magura, zu geringerem Anteil auch der Hohen Tatra und des Leutschauer Gebirges sprach seit dieser Zeit Goralisch, seit dem Mittelalter vorwiegend nördlich der Grenze zu Polen entstandene Mundarten kleinpolnischer Herkunft. Nach dem 15. Jahrhundert kam es zu verstärktem Sprachkontakt mit dem Slowakischen sowie zur sprachlichen Aufnahme von Karpatismen. Im 16. und 17. Jahrhundert siedelte die Familie Horwath-Palocsay in Massen polnisch-goralische Siedler in ihren Gütern an. Die Goralen hielten in der Zeit der Reformation besonders am römisch-katholische Bekenntnis fest. In der bischöflichen Visitation schrieb der Propst Jan Zsigray im Jahr 1700 im Dekanat, das die ganze Zamagurze umfasste, lebten 7785 Römisch-Katholiken und 2 Lutheraner und Incolae in toto hoc districtu sunt omnes Poloni („alle Bewohner im ganzen Kreis sind Polen“). In der Zamagurze wurde im 19. Jahrhundert die polnische Sprache der Predigt durch das Slowakische ersetzt, das die goralischen Dialekte der Zips zunehmend beeinflusste. Als Folge dieser Entwicklung identifizierten sich die Zipser Goralen im Zeitalter nationaler Bewegungen im 19./20. Jahrhundert im Unterschied zu anderen regionalen goralischen Gruppen (auch einigen in der slowakischen Region Orava, dt. Arwa, ung. Árva) nicht als ethnische Polen, sondern als Slowaken und wurden deshalb bis heute in der Slowakei ethnisch immer zu den Slowaken gezählt. Der dem Polnischen näher stehende Typus der goralischen Dialekte war aber Grund für polnische Ansprüche nach dem Ersten Weltkrieg auf ihr Siedlungsgebiet in den tschechoslowakisch-polnischen Grenzkonflikten und die Kompromissteilung der Zips 1918.

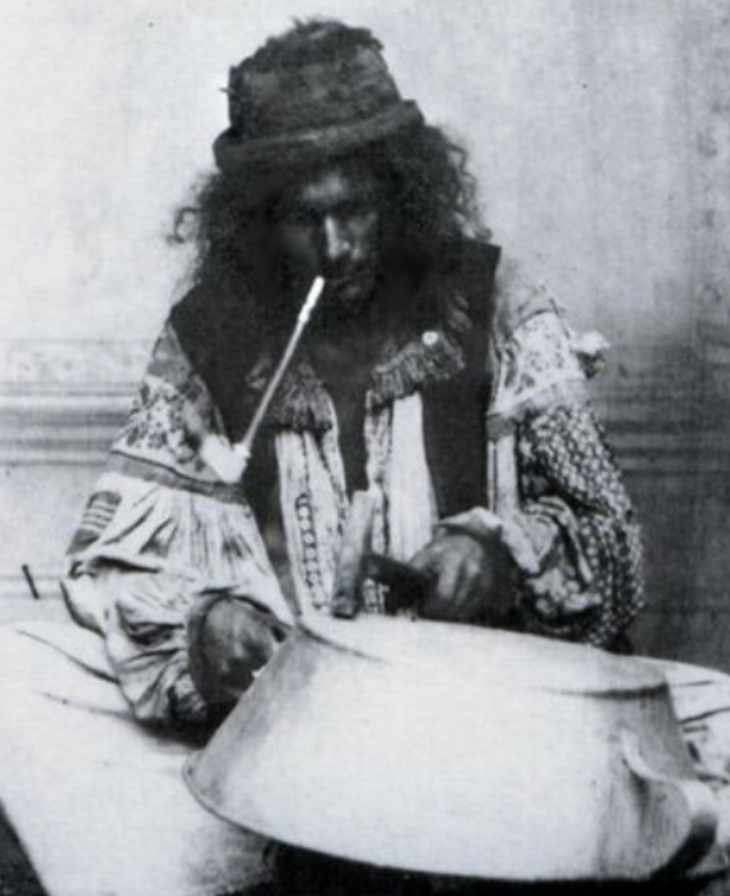
Roma-Kesselschmied (Kalderasch) in Ungarn 1892 bei der Arbeit.

Das Netz „walachischer“ Bergwege nutzen etwa seit dem 15. Jahrhundert oft auch einige Roma-Familien zur Einwanderung, besonders ins östliche Ungarn, auch in die Zips, oder zum Ortswechsel, weil die Bergwege im Gegensatz zu den alten Handelsstraßen nicht mit Wege- und Brückenzöllen belegt waren. Die Vorfahren der Roma waren im 3.–10. Jahrhundert als Handwerkerfamilien eigener Kastenzugehörigkeit wohl aus dem indischen Punjab und Rajasthan expandiert und hatten sich in der islamischen Welt und im Byzantinischen Reich dauerhaft etabliert. Mit dem Zerfall dieses Reiches und der osmanischen Expansion migrierte (wahrscheinlich ähnlich den frühen Walachen) auch Roma zuerst zahlreich in die Balkanländer, von dort in andere Teile Europas. Nachdem 1417 eine große Gruppe nach Ungarn einwanderte, gewährte König Sigismund von Luxemburg, der im eher dörflichen Ungarn ihre traditionellen Handwerke (Kupfer- und Kesselschmiede, damals auch Waffenschmiede, Korbmacher, Tischler, Drechsler, Holzschnitzer usw.) gut gebrauchen konnte, den Familienoberhäuptern („Woiwoden“) Passierscheine und Ansiedlungsrechte im ganzen Land. Diskriminierende Bestimmungen entstanden erst im 16., besonders 17. Jahrhundert, seit das xenophobe Gerücht aufkam, die Osmanen hätten sie als Späher geschickt. In ungarischen Regionen mit vielen Städten wie der Zips, in denen städtische Zünfte bereits das Handwerk dominierten, wichen sie zum Lebensunterhalt mehr auf handwerkliche Dienstleistungen (Scherenschleifer, Kesselflicker und andere Reparaturen) und kulturelle Dienstleistungen (Musiker, Tänzer, Schausteller und andere Unterhalter) aus. Das erforderte einen mobilen Lebensstil, um rentabel zu bleiben. In den Balkanländern lebt die große Mehrheit der Roma noch sesshaft in Dörfern. Im westlichen Europa fanden sie meist nur wenige ökonomische Nischen, wanderten teilweise nach Osten zurück. Erste, noch umstrittene Quellenbelege ihrer Anwesenheit sind von 1219, Ende 13./Anfang 14. Jahrhundert und in der Zips aus Zipser Neudorf von 1322 erhalten, bei denen aber umstritten ist, ob dort wirklich schon Roma oder noch andere einwandernde Handwerker beschrieben werden. Gesichert sind dagegen Einwanderungen 1328, einige kleinere Zuwanderungen Ende 14./Anfang 15. Jahrhundert und eine sehr zahlreiche Einwanderung 1417. Seitdem bildeten Roma immer eine kleinere Minderheit der Zipser Bevölkerung. Im 20. Jahrhundert nahm ihr Anteil durch Anwerbung von Industriearbeitern aus östlicheren Regionen zu.

### Frühe Neuzeit 16.–18. Jahrhundert: Reformation, Niedergang und Gegenreformation

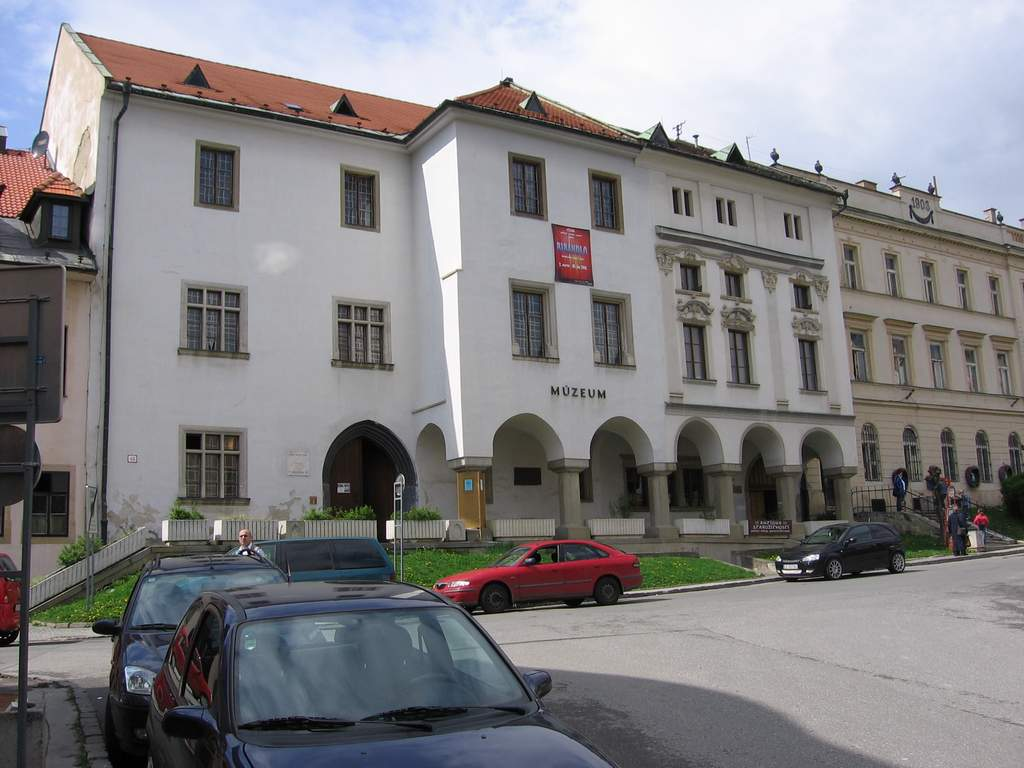
Renaissance-Gebäude, erbaut 1588, des seit 1544 lutherischen Gymnasiums von Leutschau, seit 18. Jahrhundert staatliches Lutherisches Lyzeum, heute Zipser Kunstmuseum.
Unterrichtssprachen waren anfangs Latein, Deutsch, Altgriechisch und Tschechisch der Kralitzer Bibel, seit dem 18./19. Jahrhundert für einige Klassen Ungarisch und Slowakisch, die seit 19. Jahrhundert Pflicht-Fremdsprachen der übrigen Klassen wurden.
In der Slowakei ist der Protestmarsch des Vaters der modernen slowakischen Schriftsprache, Ľudovít Štúr 1844 mit 13 Studenten nach seiner Absetzung als Slowakisch-Professor des Lutherischen Lyzeum Pressburg (Bratislava) durch ungarische Behörden zu diesem Lyzeum bekannt, wobei die slowakische Nationalhymne Nad Tatrou sa blýska entstand.

Seit den 1520er Jahren verbreitete sich in der Zips die Reformation, zuerst in den meist deutschsprachigen Städten, die bereits durch die frühhumanistische Frömmigkeitsbewegung geprägt waren (siehe oben), danach im Adel und Teilen der Landbevölkerung. Anfangs war sie sehr von der Täuferbewegung unter Andreas Fischer geprägt. In der zweiten Hälfte des 16. Jahrhunderts folgte auch hier die Konfessionalisierung, die Herausbildung mehrerer abgegrenzter evangelischer Kirchen auf Basis dogmatisierter Glaubensbekenntnisse (lat. confessio). In Ostmitteleuropa, auch Ungarn erreichte die von Martin Luther ausgehende Evangelisch-Lutherische Kirche vorwiegend, in einigen Regionen fast ausschließlich deutschsprachige Bewohner, weil die Lutherbibel, die Katechismen, weitere religiöse Schriften, sogar Flugblätter oft in deutscher Sprache geschrieben waren. Während in Siebenbürgen die evangelisch-lutherische Kirchenzugehörigkeit zur spezifischen Besonderheit der Siebenbürger Sachsen wurde, blieb das Luthertum in der heutigen Slowakei durch Übersetzungen nicht strikt auf Deutschsprachige beschränkt und breitete sich teilweise über die Sprachgrenze hinaus in der slowakischen und ungarischen Bevölkerung aus. Die Mehrheit der evangelisch-lutherischen Gläubigen waren aber Zipser Sachsen und Deutschsprachige der Umgebung, ein kleinerer Anteil Slowaken, sowie einige ungarische Adlige und Magnaten, in südlicheren Gebieten auch Minderheiten der ungarischen Stadt- und Landbewohner. Führende ungarische Reformatoren wandten sich ab Mitte des Jahrhunderts meist dem Calvinismus der Reformierten Kirche zu (z. B. Mihály Sztárai), seltener dem radikaleren Unitarismus (auch „Antitrinitarismus“ oder „Arianismus“) zu (z. B. Giorgio Biandrata), die im ungarischen und polnischen Adel, gefolgt von Teilen der ungarisch-, slowakisch- und polnischsprachigen Bevölkerungen wesentlich erfolgreicher waren. Andere Bewohner, darunter auch alle Zipser Goralen, hielten dagegen an der alten römisch-katholischen Kirche fest.
Unter der Herrschaft der katholischen Habsburger entwickelten die Lutheraner in der heutigen Slowakei gleich drei gesondert formulierte Bekenntnisse, die die übrigen Lutheraner aber anerkennen. Im Heiligen Römischen Reich war für Lutheraner seit dem Augsburger Reichstag 1530, verbindlich seit dem Augsburger Reichs- und Religionsfrieden 1555 das Augsburger Bekenntnis (Confessio Augustana, zuletzt überarbeitet von Philipp Melanchthon 1540) in Geltung, das auch die Siebenbürger Sachsen und fast alle Lutheraner weltweit übernahmen. Nachdem der zur Reformation skeptisch, aber nicht feindlich eingestellte Habsburger König Ferdinand I. die Bürgerschaften der freien Königsstädte der Pentapolitana aufforderte, ihren Glauben zu erklären, formulierte der Reformator Leonhard Stöckel, ein Melanchthon-Schüler aus Bardejov (dt. Bartfeld, ung. Bártfa) 1549 die Confessio Pentapolitana, die mehr als ihr Augsburger Vorbild die Gemeinsamkeiten mit dem katholischen Glauben betonte und sich deutlicher von Wiedertäufern, Calvinisten und Unitariern abgrenzte, weshalb sie von Ferdinand akzeptiert wurde und verbindliches lutherisches Bekenntnis aller Stadtbürger der Pentapolitana, auch jener von Leutschau in der Zips wurde. Diesem Vorbild folgten die Bergstädte der niederungarischen Heptapolitana westlich der Zips, die 1559 die von Ulrich Kammerknecht formulierte Confessio Heptapolitana (auch Confessio Montana= Bergbau-Bekenntnis genannt) als verbindliches lutherisches Bekenntnis ihrer sieben Mitgliedsstädte einführten. Schließlich wandten sich die übrigen Zipser Städte unter der Zipser Willkür (einschließlich der oberungarischen Bergstädte, teilweise auch jenseits der Grenzen) unter dem Einfluss der Pfarrer Georg Leudischer, Valentin Großmann (gräzisiert: Valentin Megander), einem Melanchthonschüler, und Martin Cyriak Koch dem lutherischen Bekenntnis zu und nahmen die von Großmann und Koch 1568 verfasste Confessio Scepusiana (Zipser Bekenntnis) als maßgebliche Bekenntnisschrift der Zips an. Auch sie lehnt sich an die Confessio Augustana an, ist aber wie die Confessio Pentapolitana und die Confessio Heptapolitana konservativer formuliert, um vom König anerkannt zu werden. Unterschiede finden sich in sprachlichen Festlegungen. Während die Bürgerschaften der Pentapolitana sich in der Zeit von Neubewohnern, auch in die Städte geflüchteten Adligen abgrenzten und deshalb in der Confessio Pentapolitana (wie in Magistraten, Stadtverwaltungen und Bundesversammlungen) allein Deutsch als verbindliche Sprache festlegten, erlaubten die Confessio Heptapolitana und die Confessio Scepusiana auch Gottesdienste und Gemeindeleben in slowakischer Sprache und Übersetzungen der religiösen Schriften in die etablierte Schrift- und Religionssprache Tschechisch mit slowakischen Einflüssen (Slowakisch wurde im 18./19. Jahrhundert voll entwickelte Schriftsprache). Damit begründeten sie den lutherischen Erfolg unter einem kleineren Teil der slowakischen Bevölkerung. Vom Augsburger Bekenntnis abweichende lutherische Bekenntnisschriften hatten in dieser Zeit außerhalb der Slowakei nur die lutherische Kirche Württembergs (Confessio Virtembergica).
Mit der Reformation nahmen die gesellschaftlich-kulturellen Verbindungen der Zipser und Siebenbürger Sachsen in die Regionen des geschlossenen deutschen Sprachraums zu. Im Spätmittelalter unterhielten meist süddeutsche Handelshäuser und Kaufmannsfamilien, oft aus Nürnberg (z. B. Haller von Hallerstein) und Ulm, regelmäßige Kontakte, zu denen im 15. Jahrhundert Lehrer humanistischer Lehranstalten kamen, die an westlichen Universitäten ausgebildet waren. Mit der Reformation nahm ihre Zahl mit der Gründung renommierter evangelisch-lutherischer Schulen und Gymnasien deutlich zu. Daneben hatten alle lutherischen Pfarrer und Theologen an lutherischen Universitäten im Heiligen Römischen Reich, häufig an der Universität Wittenberg, studiert, stammen teilweise aus dem Heiligen Römischen Reich. Die Sprache der Lutherbibel, die sich zur deutschen Standardsprache entwickelte, verbreitete sich auch in den Sprachinseln der Zips und Siebenbürgens und beeinflusste die zipserdeutschen und siebenbürgisch-sächsischen Dialekte, die sich dem Standarddeutschen näherten, nicht weiter entfernten. Der Germanist und Mediävist Helmut Protze charakterisiert die Kanzleisprachen vieler Zipser Städte schon im 16. Jahrhundert als „dialektfreier“, also in der schriftlichen Form mehr am Lutherdeutschen orientiert, als die Kanzleisprachen von Zwickau, Dresden oder Erfurt. Nach zeitgenössischen Quellen, wie den Stadtchroniken, hatten diese Verbindungen aber keine Auswirkungen auf die politische Identität. Nationale Identitäten auf vorgestellten sprachlich-kulturellen Gemeinsamkeiten, die sich seit 18./19. Jahrhundert besonders im Mittel-, Ost- und Südosteuropa ausbreiteten, existierten noch nicht. Die Zipser Sachsen blieben loyale Untertanen Ungarns, besonders des Königs und der Zentralmacht, die sie als Schutz gegen die Macht der Magnaten empfanden. Diese aus historischer Erfahrung entstandene „Zipser Identität“, die sich bis ins 20. Jahrhundert erhielt, war deutlicher pro-ungarisch, als die Identität der Siebenbürger Sachsen, die in dem von Magnaten dominierten Siebenbürgen besser gesicherte politische und religiöse Autonomien erfahren hatten.

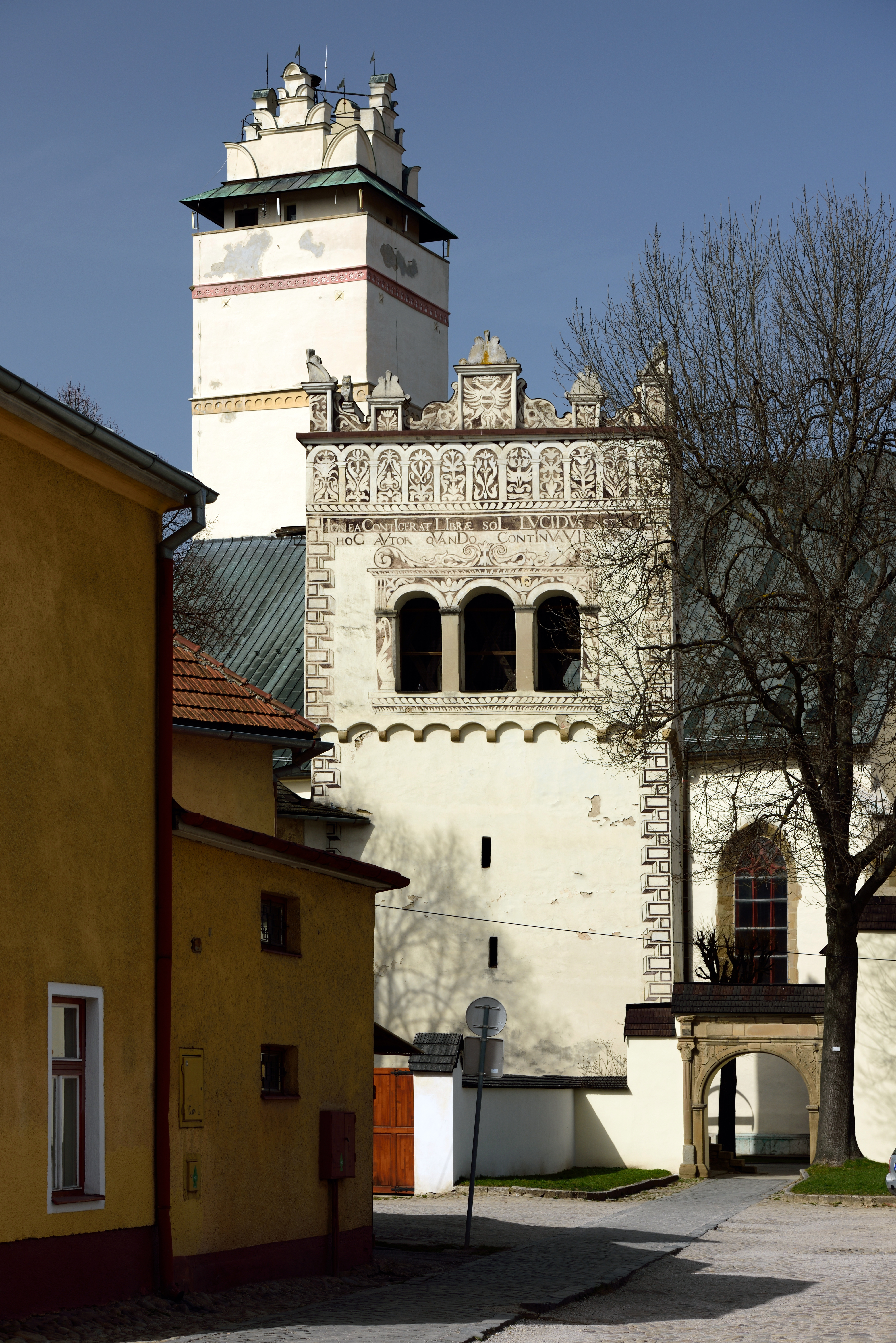
Charakteristisches Erbe der Zipser Region aus dem 16. Jahrhundert sind frei stehende, weiße Sgraffito-Glockentürme (sk.: Spišská renesančná zvonica) und Kirchtürme aus der Renaissance, die mit Schießscharten und Zinnen auch Wehrfunktion hatten. An der Heilig-Kreuz-Kirche in Käsmark (Kežmarok) sind beide Türme erhalten. Gotische Wehr-Kirchtürme entstanden schon in der ersten Hälfte des 15. Jahrhunderts, sind aber nur an der St. Ladislaus-Kirche in Donnersmark (Spišský Štvrtok) erhalten.

Vom zweiten Viertel des 16. Jahrhunderts bis zum ersten Viertel des 18. Jahrhunderts durchlebte die Zips einen stetigen wirtschaftlichen und demografischen Niedergang. Der Fernhandel zwischen Polen und Ungarn verlor allmählich gegen die Konkurrenz westeuropäisch-überseeischen Handels an Bedeutung. Vorwiegend die Städte des polnisch verwalteten 13-Städte-Bundes und die freien Königsstädte der Pentapolitana führten ihn weiter, aber im 17./18. Jahrhundert war nach Quellen nur noch der Weinhandel nach Polen und der Leinenhandel nach Ungarn überregional bedeutend. Die Handelsstädte versuchten, den Bedeutungsverlust durch Landerwerb auszugleichen, teils wurden Stadtbürger selbst zu Ackerbürgern, teils wurden die Städte vermehrt Besitzer von Dörfern der Umgebung oder kauften sich in Wein- und Leinenanbaugebiete ein, von deren Abgaben sie lebten und mit deren Produkten sie handelten. Ab 1542 untersagte der vom Adel dominierte ungarische Landtag den Städten aber, Adelsgüter zu kaufen.
Auch der Saiger-Bergbau nach Silber und Kupfer im Ungarischen (Slowakischen) Erzgebirge wurde durch steigende Kosten beim Vordringen in größere Tiefe, wachsende Steuern zur Landesverteidigung und die Konkurrenz anderer Reviere, auch in Übersee, allmählich weniger rentabel und verlor bis ins 17. Jahrhundert seine Bedeutung. Die Thurzo stiegen 1527 aus der Fugger-Thurzo-Gesellschaft aus, die Fugger verteidigten sich noch gegen königliche Enteignungsversuche, bis die zuletzt schlecht geführte Gesellschaft 1546 endgültig in die Königlich-Ungarische Bergbaudirektion verstaatlicht wurde, welche den kompletten Bergbau nach dem Bergregal (Edelmetalle und Salz) unter ihre Kontrolle brachte. Der Bergbau blieb durch Ausweichen auf „mindere“ Erze, wie Eisen, Zink, Zinn, Mangan (für Farbstoffe, Stahllegierung und Magnete) oder Antimon (für Schminke und Legierungen) noch bis ins 20. Jahrhundert aktiv. Wie überall in Europa wurde er aber im Gegensatz zum Mittelalter seit dem 16./17. Jahrhundert, im umkämpften Oberungarns seit dem 18. Jahrhundert nach dem Direktionsprinzip durch staatlich-bürokratische Bergbaudirektionen gegen Abgaben geplant, geleitet und überwacht (siehe Artikel Zipser Kammer).
Auch der breite Übergang der abgabepflichtigen bäuerlichen Bevölkerung zur Leibeigenschaft, der den Hochadel als Agrarlieferanten Westeuropas reich machte, ließ die ländliche Wirtschaft und damit die Gesamt-Volkswirtschaften stagnieren. Gegen diese Zwangsmaßnahmen richtete sich 1513/14 ein sehr großer ungarischer Bauernaufstand unter György Dózsa, nach dessen Niederschlagung durch den Zipser Erbgrafen und späteren [Gegen-]König Johann Zápolya die Leibeigenschaft vollständig für Bauern unter Adelsherrschaft durchgesetzt wurde. Unmittelbare Folge war, dass die bäuerliche Bevölkerungsmehrheit in den kurz danach beginnenden Türkenkriegen passiv blieb, weil sie von der osmanischen Fremdherrschaft keine Verschlechterung ihrer Lage zu erwarten hatte.
Noch negativer wirkte sich die politische „Dreiteilung“ Ungarns zwischen dem Osmanischen Reich, dem mit ihm verfeindeten königlichen Ungarn der katholischen Habsburger und dem pro-osmanischen evangelisch-magnatischen Fürstentum Siebenbürgen aus. Die verheerenden Kriege und auch in Waffenstillstandszeiten an der Frontlinie häufigen Kämpfe zwischen habsburgischen und osmanischen Truppen trafen die weit nördliche Zips vergleichsweise wenig. Nur Ende des 16./Anfang des 17. Jahrhunderts reichte die Nordgrenze Osmanisch-Ungarns in die Nähe der Zipser Südgrenze, wodurch die Bergstädte südlich der Zips (Rosenau, Ruda, Joß, Telken) entvölkert wurden. Die Unterzips selbst wurde einmal vom Heer eines osmanischen Provinzgouverneurs (Pascha) und kleineren irregulären Einheiten, aber nie vom osmanischen Hauptheer verwüstet.
Eine direkte Folge war die Flucht vieler ungarischer Adliger aus dem osmanischen Teil Ungarns, denn die osmanische Herrschaft stützte sich nicht auf den alten Adel, sondern auf islamisierte südslawische Eliten (Bosniaken). Dadurch wuchs die Zahl der Adligen in der Zips. Viele ließen sich auch in Stadthäusern hinter schützenden Stadtmauern nieder, anfangs 1554–63 traditionell von städtischen Abgaben an den „Dritten Stand“ befreit, was der Landtag änderte. Endgültig untersagte ein ungarischer Landtagsbeschluss 1608 allen Städten eine Abschottungspolitik, den Zuzug von Adligen oder anderen Landbewohnern zu verhindern oder zu drosseln, oder den Neusiedlern Bürgerrecht und Zunftrechte zu verweigern, was in der Zips zuletzt die Pentapolitana-Städte versucht hatten. Der adlige Bedarf an Landbesitz erhöhte den Druck auf von Abgaben privilegierte Gruppen, wie die Zipser Sachsen und die Städte. Viele zipser-sächsische Dörfer hatten doppelt den Martinszins an den König und Abgaben an adlige Grundbesitzer zu entrichten, entweder reguläre Abgaben, wie die slowakischen Dörfer der Nachbarschaft, häufiger aber, wegen der formalen Befreiung, Sonderabgaben. Auch versuchten einige Magnaten, wie schon im 15. Jahrhundert, Städte in ihren Besitz zu bringen. Gewaltsame Konflikte zwischen ihnen und Adelsaufgeboten, die es schon zuvor in der Zipser Geschichte gab, wurden häufiger. Ein Beispiel ist die ungarische Adelsfamilie Thököly aus der Region Temeschwar im Banat, die die Burg von Käsmark als dritte Eigentümerfamilie (nach den Zápolya und den polnischen Łaski) erwarb. In der Zips wurden sie überzeugte Anhänger des Luthertums und stiegen zu Magnaten auf und brachten vorübergehend die freie Königsstadt Käsmark gegen heftige Widerstände der Bürgerschaft in ihren Besitz, wovon diese sich erst 1651 wieder befreite.
Schlimmer verwüsteten die Zips die Kriege zwischen den Habsburgern im königlichen Ungarn und dem evangelisch-magnatischen Wahlfürstentum Siebenbürgen, einem Vasall der Osmanen. Schon im Ungarischen Bürgerkrieg 1526–33 wurde sie zerstört. Er fand zwischen dem gewählten König Ferdinand I. von Habsburg und dem gewählten König Johann Zápolya, in der Zips aufgewachsener Enkel von Emmerich Zápolya, statt. Zápolya, der gegen die Übermacht der Habsburger den Schutz der Osmanen suchte, zog sich als erster Fürst nach Siebenbürgen zurück, in der Zips wurde er von den Habsburgern enteignet. Die Osmanen, die nach jüngeren Forschungen wohl nie vorhatten, Ungarn direkt zu erobern, sondern einen abhängigen Pufferstaat gegen die Habsburger anstrebten, intervenierten nach Zápolyas Niederlagen in den Krieg 1529 und 1532 und besetzten südlichere Teile Ungarns. Auch der Aufstand des oberungarischen, evangelischen Landeshauptmanns und Magnaten Stephan Bocskai 1604–06, der später Fürst von Siebenbürgen wurde, gegen den Habsburger König Rudolf zerstörte die Region. Nach erneuten Kriegen zwischen beiden Teilreichen fiel ganz Oberungarn mit der Zips unter Gabriel Bethlen 1619–26 und Georg I. Rákóczi 1644–48 vorübergehend an Siebenbürgen, vertraglich jeweils bis zu ihrem Tod.
Die schwersten Zerstörungen und Entvölkerungen erlitt Oberungarn in der Zeit der großen Kuruzen-Aufstände unter Emmerich Thököly (1678–87/88, Aufstandszentrum war die Zips) und nach Ende der Türkenkriege unter Franz II. Rákóczi (1703–11, Zentrum östlicher) gegen die Habsburger und ihren gewaltsamen Niederschlagungen durch habsburgische Truppen. Der demografische Tiefpunkt folgte nach einer Pest-Epidemie 1719/20, in der noch einmal fast die Hälfte der Bevölkerung starb. Gerhard Seewann zitiert ältere Schätzungen, nach denen um 1500 in ganz Oberungarn ca. 150.000 deutschsprachige Einwohner lebten, ein Viertel der Bevölkerung, die große Mehrheit waren Zipser Sachsen, die wohl deutlich über die Hälfte der Zipser Bevölkerung ausmachten. Um 1720 werden nur noch etwa 15–20.000 deutschsprachige und ebenso viele slowakischsprachige Bewohner der Zips geschätzt, mit kleineren russinischen (lemkischen), goralischen, ungarischen, jüdischen und Roma-Minderheiten nicht über 40.000 oder 50.000 Einwohner der Zips insgesamt. In den folgenden 200 Jahren erholte sich die Bevölkerungszahl, stand aber mit 170.000 Einwohnern am Vorabend des Ersten Weltkrieges – nach erneuten Auswanderungswellen zur Zeit der Industrialisierung, besonders nach Amerika – wohl unter dem geschätzten Stand von 1500.

### 16-Städte-Bund und Reformen des 18. und 19. Jahrhunderts

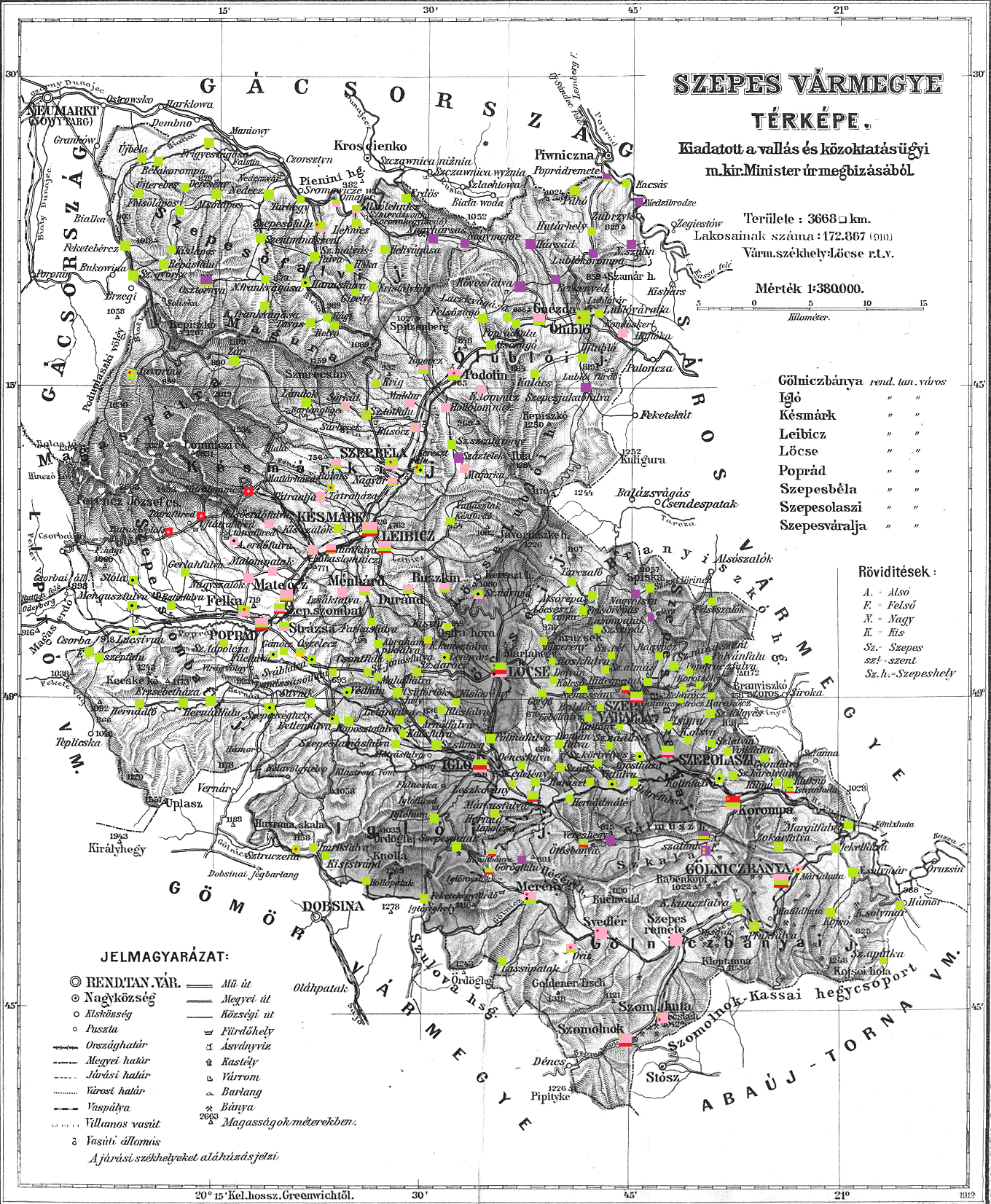
Ethnisch-sprachliche Bevölkerung aller Orte des ungarischen Komitats Zips nach der Volkszählung 1910 (große Bevölkerungsanteile als Streifen, kleine Minderheiten von über 10 % und mindestens 100 Menschen als Punkte in den Orts-Farbdiagrammen). Hellgrün: Slowaken (mit Goralen); pink: Deutsche (hier Zipser Sachsen); rot: Ungarn (Magyaren); violett: Ruthenen (hier Russinen, Untergruppe der Lemken); schwarz: Roma; orange: Polen.

Die Verpfändung der Zipser Städte sollte, wie damals üblich, nicht lange dauern, doch vergingen 360 Jahre, bis das vom Haus Österreich regierte Königreich Ungarn die Städte 1769 durch eine Militäraktion zurückgewann, ohne die Pfandsumme einzulösen. Habsburg nutzte die Schwäche Polens: Im Widerstand gegen die Reformen Stanisław August Poniatowskis hatte der polnische Adel die Konföderation von Bar gebildet. Das löste den polnisch-russischen Krieg von 1768–1772 aus, vor dessen Ende sich die Nachbarstaaten auf die Erste Teilung Polens einigten, bei der das Habsburgerreich dann auch noch den Süden Polens als Galizien gewann. Die Zips wurde ab 1778 formal als die Provinz der 16 Zipser Städte organisiert. Die Selbstverwaltung der Zipser Städte wurde erst 1876 aufgehoben, sie kamen zum Komitat Zips hinzu.

### Nach dem Ersten Weltkrieg
Nachdem das Gebiet 1918 ein Teil der Tschechoslowakei geworden war, besetzte und annektierte das ebenfalls neu gegründete Polen 195 km² in der nördlichen Zips (siehe dazu Tschechoslowakisch-polnische Grenzkonflikte). Die bei der Tschechoslowakei verbliebenen Teile der Gespanschaft (nun slowakisch Spišská župa genannt) blieben bis 1922 bestehen, wobei aber die Kompetenzen dieses Verwaltungsgebietes völlig verschieden zu den vorherigen waren. 1923 wurde die Zips dann auf die neu geschaffenen Verwaltungseinheiten Untertatraer Gespanschaft (Podtatranská župa) und Kaschauer Gespanschaft (Košická župa) aufgeteilt. 1928–1939 und 1945–1948 war es dann Teil des wiederum neugeschaffenen Slowakischen Landes (Slovenská krajina).
Nachdem die Slowakei von 1939 bis 1945 als unabhängiger Staat bestanden hatte, wurde die Zips ab 1940 der östliche Teil der Tatraer Gespanschaft (Tatranská župa).

### Nach dem Zweiten Weltkrieg
Nach dem Zweiten Weltkrieg war die Zips wieder ein Teil der Tschechoslowakei und wurde nach der Auflösung der Tatraer Gespanschaft 1945 ab 1949 ein Teil des Kaschauer (Košický kraj) und des Eperieser Landschaftsverbandes (Prešovský kraj), wobei deren Grenzen nicht mit denen der heute unter gleichen Namen existierenden Landschaftsverbänden übereinstimmen. Von Juli 1960 bis September 1990 war die Region Teil des Ostslowakischen Landschaftsverbandes (Východoslovenský kraj).
Die Zips war das Hauptsiedlungsgebiet der Karpatendeutschen, von denen sich Reste noch erhalten haben. Die meisten Deutschen sind aus der Zips vor der heranrückenden Roten Armee zwischen Mitte November 1944 und dem 21. Januar 1945 auf Initiative Adalbert Wanhoffs und mit Vorbereitungen des Bischöflichen Amtes der Deutschen Evangelischen Kirche ins Sudetenland, nach Österreich und nach Deutschland evakuiert worden.
Die meisten verbliebenen oder wieder zurückgekehrten Deutschen wurden enteignet und im Laufe des Sommers 1946 über das Aussiedlungslager Poprad nach Deutschland vertrieben. Nur im Dorf Chmeľnica (dt. Hopgarten) sowie in Medzev (dt. Metzenseifen) konnte sich die deutsche Bevölkerung halten. Dank ihrer guten Beziehungen zu Slowaken und anderen Nationalitäten in den Nachbardörfern halfen diese ihnen, im Land zu bleiben.

## Tourismusregion
Die Tourismusregion Zips (slowakisch Spišský región cestovného ruchu) erstreckt sich über die Bezirke:
- Spišská Nová Ves
- Levoča
- Gelnica
- Rožňava mit den Gemeinden Dedinky und Stratená

Die Oberzips mit den Bezirken Poprad, Kežmarok und Stará Ľubovňa gehört hingegen zur Tourismusregion Tatry.

## Siehe auch

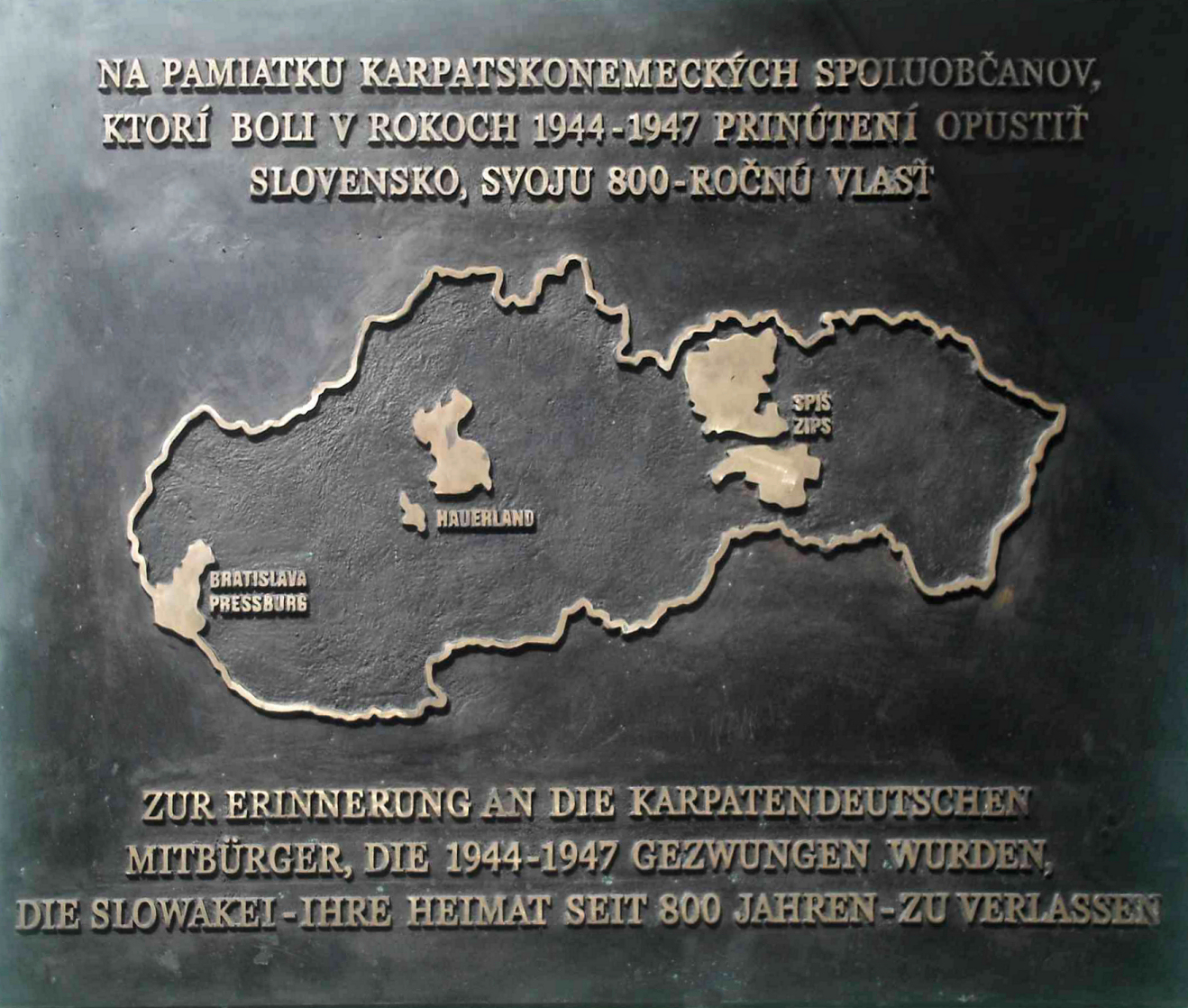
Gedenktafel für die Karpatendeutschen in der Slowakei